# Адолф Хитлер
Адолф Хитлер (на немски: Adolf Hitler) е германски политик, райхсканцлер от 1933 г., райхспрезидент и от 1934 г. до 1945 г. – фюрер и едноличен ръководител на Третия германски райх (на немски: Deutsches Reich); лидер на Националсоциалистическата германска работническа партия (NSDAP).
Хитлер е ветеран от Първата световна война и е награден с военни отличия. След нея ръководи партията на националсоциалистите във Ваймарска Германия. Прави неуспешен опит за преврат и прекарва по-малко от година в затвора. След излизането си получава подкрепа за своята националистическа, антисемитска и антикомунистическа реторика. Националсоциалистите екзекутират много от своите опоненти, преструктурират държавната икономика, модернизират войската и установяват тоталитарна, националсоциалистическа диктатура. Във външната политика Хитлер се стреми към завладяването на нови територии или т. нар. „жизнено пространство“ (на немски: Lebensraum). Обявен е от списание „Тайм“ за една от стоте най-влиятелни личности на XX век, наравно с Ленин, Мао Дзъдун, Аятолах Хомейни и др.
След инвазията в Полша на силите на Вермахта (септември 1939 г.), Великобритания и Франция обявяват война на Германия, което води до избухването на Втората световна война, в Европа. Първоначално, Страните от Оста окупират по-голямата част от континентална Европа, както и части от Азия и Африка, преди поврата във войната през 1943 г., и последвалото военно поражение от Антихитлеристката коалиция. Към пролетта на 1945 г. Германия вече е в развалини. През последните дни от войната, когато Червената армия настъпва към Берлин, Хитлер се жени за Ева Браун. След по-малко от 24 часа двамата се самоубиват във фюрербункера. Под ръководството на Хитлер, Третият германски райх провежда политика на геноцид срещу евреи (Холокост) и цигани, в резултат на което са избити поне 5,5 милиона евреи. Режимът на Хитлер също така е отговорен за смъртта на милиони други жертви, смятани за по-низши (Untermensch) или излишни, поради своята етническа принадлежност, политическите си убеждения, физически недъзи, психически увреждания, сексуална ориентация, криминални прояви и др. 

## Биография

### Родство и произход
Семейството на Хитлер произхожда от областта Валдфиртел в северната част на Австрия. Неговият баща, Алоис Хитлер (1837-1903), е роден извънбрачно и до тридесет и деветата си година носи фамилията на майка си, Мария Анна Шикългрубер (1796-1847). Поради това в свидетелството за раждане на Алоис не е посочен баща, което предизвиква спорове за произхода му. През 30-те години Уилям Хитлер, племенник на Хитлер, се опитва да го изнудва със сведения за родословието му. По този повод Ханс Франк, виден юрист от Националсоциалистическата партия, провежда разследване и по-късно твърди, че е открил писма, според които навремето майката на Хитлер е работила като прислужница в еврейско семейство в Грац. Франк твърди също, че деветнадесетгодишен член на това семейство на име Леополд Франкенбергер е биологичният баща на Хитлер. Ханс Франк заявява впоследствие, че чистият арийски произход на Адолф Хитлер е очевиден. Твърденията на Франк са приемани от мнозина през 50-те години за достоверни, но през 90-те са поставени под сериозни съмнения от много историци. Британският историк Иън Кършоу отхвърля теорията като клевета, съчинена от противници на Хитлер, и отбелязва, че евреите са изселени от Грац през XV век и заселването им в града е разрешено отново едва след раждането на Алоис Хитлер. През 2010 г. обаче излиза генетично изследване, което отново подхранва съмнението за еврейска връзка в потеклото на Фюрера.
През 1843 г. Мария Шикългрубер се омъжва за Йохан Георг Хидлер (1792-1857). През 1876 г. Алоис приема фамилното име на своя доведен баща Йохан Георг Хидлер. Името се изписва като Hiedler, Hüttler, Huettler или Hitler, като последната форма вероятно е фиксирана в документите от някой чиновник.
Версия, различна от тази на Франк и по редица доводи смятана за по-достоверна, твърди, че Адолф Хитлер е резултат от пряко кръвосмешение. Според нея дядото на Адолф е Йохан Непомук Хидлер (1807 – 1888), брат на Йохан Георг Хидлер. Той има извънбрачно дете от Мария Ана Шикългрубер, откъдето тръгва бащината линия на бъдещия фюрер и в същото време негова внучка от законния му брак по-късно става майка на Адолф.
След смъртта на заможния Непомук Хидлер на (17 септември 1888) бащата на Адолф, Алоис изненадващо се замогва. На 39-годишна възраст (през 1877 година) той най-сетне променя името си на Хидлер, но свещеникът Йозеф Цанширм не само незаконно в акта за раждане вписва като баща Йохан Георг Хидлер, но и допуска правописна грешка, като кръщава Алоис с фамилията Хитлер.
Майката на Адолф Хитлер, Клара Пьолцл (1860 – 1907), внучка на Йохан Непомук, идва да работи за Алоис (с когото по документи нямат кръвна връзка) на 16-годишна възраст. По това време Алоис е женен за Анна Гласъл и има незаконна дъщеря Терезе от бивша своя любовница. Той е известен женкар и не е тайна връзката му с прислужницата Франциска (Фани) Мацелбергер (? – 1884). Скоро двамата с Анна се развеждат и Алоис се жени за Фани, от която има две деца – Алоис младши (1882 – 1956) и Ангела (1883 – 1949). Но за да се осъществи брака, той трябва да изгони Клара, в чието лице бившата любовница и настояща съпруга вижда заплаха за себе си.
Скоро след раждането на дъщеря си Франциска заболява и умира. Алоис повиква отново Клара, за да се утеши с нея. Същевременно поддържа кръвосмесителна връзка с първата си дъщеря Терезе, която му ражда син. Въпреки всичко Алоис и Клара се оженват. Първото им дете Густав се ражда дни след сватбата, но скоро умира. По-късно Клара ражда още две деца, но и те умират след епидемия от дифтерит.
След анексирането на Австрия през 1938 г. Хитлер обявява родните села на баща си и баба си Дьолерсхайм и Щронес в така наречената Аненгау за военни зони с ограничен достъп. До 1942 г. той е изградил там голяма военна тренировъчна база, около 7000 жители са преместени и няколко паметни плочи за неговите предци са премахнати. Гробът на баба му също е унищожен, докато записите за кръщенията на нейното семейство са запазени. Според журналиста Волфганг Здрал, Хитлер е искал да използва всички тези мерки, за да премахне съмненията относно своето „арийско потекло“ и да предотврати обвиненията в кръвосмешение поради кръвната връзка на родителите му.

### Ранни детски години
На 20 април 1889 г., късно следобед в малкото градче Браунау до реката на Ин (в тогавашна Австро-Унгария), на митническия чиновник Алоис и неговата трета съпруга Клара Хитлер се ражда още един син (6:30 часа), когото два дни по-късно (на втория ден от Великден, събота) кръщават Адолф Хитлер. Той е четвъртото от шестте деца в семейството. По-големите му братя и сестри Густав (1885 – 1887) и Ида (1886 – 1888) са починали преди той да се роди. Тримата по-малки братя и сестри са Ото (починал в 1892, само на шест дни), Едмунд (1894 – 1900) и Паула (1896 – 1960), Двамата по-големи полубратя и сестри на Хитлер, Алоис младши и Ангела Хамицш, идват от втория брак на баща му. След смъртта на майка им те израстват в дома на родителите на Хитлер. 
През лятото на 1892 г. семейството се премества на Капуцинерщрасе № 5 в Пасау, Германия. Там Хитлер придобива долнобаварския акцент, който запазва до края на живота си. През пролетта на 1895 г. семейството се завръща в Австрия и се установява в Раушергут в Хафелд, където Хитлер посещава началното училище в близкото село Фишлхам от май нататък. Когато се преместват в Ламбах през юли 1897 г. Хитлер завършва втори и трети клас и накрая четвърти клас след като се местят в Леондинг. Смятан е за добър, интелигентен ученик. Той е щастливо и безгрижно дете, което непрекъснато играе на каубои и индианци, и по собствените му думи, се запалва по войната, след като попада на илюстрована книга за Френско-пруската война сред вещите на баща си. В „Моята борба“ той пише:
| „            | „Не след дълго великият исторически сблъсък се превърна в моето най-голямо духовно преживяване. Оттогава аз ставах все по-ентусиазиран за всичко, свързано по някакъв начин с войната или, по този начин, с военната служба.“ | “ |
| Адолф Хитлер | |   |

Земеделското начинание на Алоис Хитлер се проваля и през 1897 г. семейството се премества в Ламбах. Там Адолф Хитлер учи в католическо училище, разположено в бенедиктински манастир от XI век. На няколко места по стените на сградата са изобразени орнаменти, съдържащи свастики. През 1898 г. Алоис Хитлер отново премества семейството си в Леондинг, където се установява трайно. По-малкият брат на Адолф, Едмунд Хитлер, умира от дребна шарка на 2 февруари 1900 г. Това събитие се отразява силно на Адолф Хитлер, който от самоуверен и добър ученик се превръща в затворено и необщително момче, което непрекъснато е в конфликт с баща си и учителите си.
Хитлер остава близък с майка си, но отношенията му с консервативния и авторитарен баща са лоши. Алоис често го бие, особено след неуспешния му фермерски опит. Той иска Адолф да стане митнически чиновник, като самия него и това се превръща в непрестанен източник на конфликти между двамата. Въпреки желанието на сина да учи в класическа гимназия и да стане художник, през септември 1900 г. баща му го изпраща в техническо училище в Линц. Където на два пъти не успява да премине в следващия клас поради нисък успех. Той презира уроците по религия, преподавани от Франц Залес Шварц; интересуват го само уроците по география и история, преподавани от Леополд Пьоч. В Майн кампф (1925) той подчертава положителното влияние на Пьоч. По време на гимназиалните си години Хитлер обича да чете книги на Карл Май, на когото се възхищава през целия си живот. Според разказа на самия Адолф Хитлер в „Моята борба“, той умишлено се проваля през първата си година в училището, с надеждата баща му да се откаже и да го изпрати в гимназия. Баща му е предвидил за него кариера на държавна служба и реагира на нежеланието му да учи с чести и безрезултатни  побоища. 
Младият Хитлер отрано се увлича по германския национализъм, като той го вижда и като средство за съпротива срещу баща си, който с гордост е служил на австрийското правителство. В отхвърлянето си на Хабсбургската монархия, към която бащата непрекъснато демонстрира лоялност, Хитлер и неговите приятели демонстративно използват германския поздрав „Хайл“ и пеят германския химн, вместо австро-унгарския.
След внезапната смърт на Алоис Хитлер на 3 януари 1903 г. поведението на Адолф Хитлер в училището става още по-лошо и той е изгонен. На 22 май 1904 г. получава първото си причастие в католическата катедрала на Линц. През септември 1904 г. се записва в четвърти клас в държавното средно реално училище в Щайр. Там е сред най-добрите ученици до септември 1905 г. В Щайр Хитлер живее у търговеца Игнац Камерхофер при съдебния чиновник Конрад Едлер фон Чичини, на Зеленчуковия пазар, по-късно площад „Адолф Хитлер“. След края на срока, на 11 февруари 1905 г., по време на бурна пиянска нощ с приятели, Хитлер скъсва зрелостното си свидетелство и го използва като тоалетна хартия. След като училищното ръководство научава за това, той е изключен и повече не се връща в училище. Посрамен, дава клетва никога повече да не пие. В споменатото свидетелство знанията му по немски, френски, математика и стенография са оценени със „слаб“. Много добър и отличен има съответно по рисуване и гимнастика, а останалите предмети са с оценки „добър“ и „среден“.
На 16 септември 1905 г. получава окончателни оценки:
- Благонравно държане – добър;
- Усърдие – добър;
- Вероучение – среден;
- Математика – среден;
- Химия и физика – среден;
- Геометрично чертане и дескриптивна геометрия – среден (след поправителен);
- Рисуване – отличен;
- Гимнастика – отличен;
- Пеене – добър.

Напуска училище поради белодробно заболяване. Адолф гледа на това като на спасение от нещо, с което не желае повече да се занимава. По препоръка на лекар Адолф в бъдеще не бива да стои затворен в канцелария. Най-сетне пред мечтата на момчето се открива истинска възможност  да се запише в Художествената академия. Заминава с вече болната си майка за Шпитал. Там под контрола на д-р Карл Кайс от Вайтра Адолф бързо се възстановява.

### Младежки години във Виена и Мюнхен
След 1905 г. Хитлер води бохемски живот в столицата Виена, като се издържа от сирашката си пенсия и помощ от майка си и леля си Йохана. Още от 1906 г. Хитлер иска да стане художник и кандидатства да учи изкуство в Общото училище по рисуване към Виенската художествена академия. На два пъти, през 1907 и 1908 г., не успява да влезе във Виенската академия на изкуствата с аргумента, че не е подходящ за живописта и е по-добре да се заеме с архитектура. Самият той изглежда има желание да последва този съвет и пише в своите мемоари:
| „            | След няколко дни самият аз се убедих, че един ден трябва да стана архитект. Това със сигурност беше невероятно труден път, тъй като образованието в реалната гимназия, което бях изоставил напук, беше болезнено необходимо. Не можеше да се учи архитектура в академията, без да си завършил строително техническо училище, а там се изискваше гимназиална диплома. А аз нямах нито едно от двете. Реализирането на моята артистична мечта изглеждаше физически невъзможно. | “ |
| Адолф Хитлер | |   |

В началото на 1907 г майка му е диагностицирана с рак на гърдата. Лекува я семейният лекар евреин Едуард Блох. Тъй като състоянието ѝ бързо се влошава, Хитлер настоява за използването на болезнените йодоформни компреси, което в крайна сметка ускорява смъртта й. На 21 декември 1907 г. майката на Хитлер умира от рак на гърдата на 47-годишна възраст. С решение на съда в Линц сирашката му пенсия е дадена на сестра му Паула. Той се опитва да се издържа сам във Виена, като копира сцени от пощенски картички и ги продава на туристи и търговци. След като за втори път не е приет в академията, положението му още повече се влошава. През 1909 г. живее в приют за бездомни в Майдлинг, а през 1910 г. се установява в дом за бедни на Мелдемансщрасе. По това време получава малко наследство от своя леля. От 1910 г. нататък Хитлер печели пари, като рисува мотиви от виенски картички или ги копира като акварели. Неговият съквартирант Райнхолд Ханиш ги продава за него до юли 1910 г., а след това неговият съквартирант евреин Зигфрид Льофнер. Художникът Карл Лайденрот анонимно съобщава за Хитлер, вероятно от името на Ханиш, за използване на титлата „академичен художник“ без разрешение и полицията му забранява да използва тази титла. Тогава Хитлер продава картините си чрез обитателя на мъжкия дом Йозеф Нойман и дилърите Якоб Алтенберг и Самуел Моргенщерн. И тримата са от еврейски произход. Съквартирантът му в мъжкото общежитие Карл Хониш по-късно пише, че Хитлер е бил „слаб, зле хранен, с хлътнали бузи и тъмна коса, която падаше на лицето му“ и бил „зле облечен“, седейки в един и същи ъгъл на стаята всеки ден в правене на нарисувани картини. През 1938 г. той конфискува всички документи за местонахождението си във Виена и представя къща в луксозен жилищен район уж като свой студентски апартамент.
По-късно Хитлер твърди, че за пръв път става антисемит по време на престоя си във Виена, където има голяма еврейска общност, включваща и ортодоксални евреи, избягали от антисемитските погроми в Русия. В същото време, според приятелят му от детството Август Кубицек, той е „завършен антисемит“ още преди да напусне Линц. В Линц чрез своите съученици, учители и вестниците, Хитлер се запознава с мисленето на радикалния антисемит и основател на Пангерманската асоциация, Георг фон Шонерер. Виена по това време е средище на консервативни религиозни предубеждения и расизъм. Там работят и живеят известни антисемити, като идеологът Ланц фон Либенфелс, основателят на Християнсоциалната партия и кмет на града Карл Луегер, композиторът Рихард Вагнер и националистът Георг Ритер фон Шьонерер.
Във Виена Хитлер чете вестници и писания на пангерманци, германски националисти и антисемити, включително вероятно „Непобедимите“ на Гуидо фон Лист. Според Бригите Хаман, техният мечтан образ на непогрешим германски принц герой, определен от „съдбата“, който ще спаси германските народи от гибел и ще ги доведе до световно господство, може да обясни по-късното твърдение на Хитлер, че е избран и непогрешим. Списанието Ostara, издавано от ученика на Лист Йорг Ланц фон Либенфелс и биографията на Георг фон Шонерер (1912), написана от Едуард Пихл, също са били на разположение на Хитлер по това време. От 1882 г. Шонерер призовава за „деевреизация“ и „расова сегрегация“ със закон, въвежда арийско членство за своята партия, противопоставя расовото германство на мултикултурализма на Хабсбургската монархия. Хитлер слуша речи на своя поддръжник, лидера на работниците Франц Щайн и неговия конкурент, заместник-председателя на Райхсрата Карл Херман Волф. И двамата се борят срещу „еврейската“ социалдемокрация, чешките националисти и славяните. Щайн се стреми към германска национална общност, която да преодолее класовата борба. Волф се стреми към Велика Австрия и основава Германската работническа партия (Австро-Унгария) през 1903 г. Хитлер също слуша и се възхищава на популярния кмет на Виена Карл Люгер, който основава Християнсоциалната партия (Австрия), защитава „германизацията“ на Виена и изнася масовопривлекателни речи като антисемитски и антисоциалдемократически „народен трибун“. Според изявленията на неговите съквартиранти в мъжкото общежитие, Хитлер обсъжда политическите последици от смъртта на Люгер през 1910 г., отказва да се присъедини към партията и се застъпва за ново, националистическо сплотяващо движение. Но не е сигурно до каква степен тези влияния са го оформили. Според Ханс Момзен омразата на Хитлер към социалдемократите, Хабсбургската монархия и чехите надделява по това време. Докато някои от доброжелателните изказвания на Хитлер за евреите са записани до лятото на 1919 г., от есента на 1919 г. нататък той прибягва до антисемитски клишета, които е научил във Виена; От 1923 г. той представя Шьонерер, Волф и Люгер като свои ролеви модели. В „Моята борба“ Хитлер твърди, че преходът му от противник на антисемитизма по религиозни причини до негов привърженик по расови причини е предизвикан от срещата с ортодоксален евреин:
| „            | В Линц имаше много малко евреи. През вековете евреите, които живееха там, се бяха европеизирали на външен вид и толкова приличаха на останалите човешки същества, че аз дори ги смятах за германци. Причината, поради която тогава не усещах абсурдността на тази илюзия, беше, че единственият външен белег, който според мен ги отличаваше от нас, беше практикуването на тяхната чужда религия. Тъй като смятах, че те са преследвани заради вярата им, неодобрението ми към забележките, отправяни към тях, прерастваше почти в чувство на отвращение. Аз ни най-малко не подозирах, че може да съществува такова нещо, като систематичен антисемитизъм. | “ |
| Адолф Хитлер | |   |

| „            | Веднъж, преминавайки през вътрешния град, внезапно попаднах на явление в дълъг кафтан и с черни странични плитки. Първата ми мисъл беше: Това евреин ли е? Те определено нямаха този вид в Линц. Скрито и предпазливо огледах внимателно мъжа, но колкото повече се взирах в особеното изражение и го изучавах черта по черта, толкова повече в ума ми сам се оформяше въпросът: Това германец ли е? | “ |
| Адолф Хитлер | |   |

Ако този разказ е истински, Хитлер явно не действа според новите си възгледи. Той често гостува на вечеря у известни евреи и работи добре с еврейските търговци, които се опитват да продават рисунките му.
Хитлер твърди, че евреите са врагове на арийската раса и ги смята за отговорни за кризата в Австро-Унгария. Освен това той смята някои разклонения на социализма и болшевизма, много от водачите на които са евреи, за еврейски движения, свързвайки антисемитизма с антимарксизма. По-късно, обвинявайки революцията за поражението на Германия в Първата световна война, той обявява евреите също за виновници за срива на Германската империя и последвалите стопански проблеми. Наблюдавайки някои бурни сцени в парламента на многонационалната Австро-Унгария, той стига до извода, че демократичната парламентарна система е неефективна.
През май 1913 г. Адолф Хитлер получава последната част от наследството от баща си (около 800 крони) и се премества в Мюнхен. Наема стая на Шлайсхаймер-щрасе 34, която първоначално споделя с Рудолф Хойслер. Една от причините за това е бягството от задължителната военна служба в Австрия. За да прикрие това, той конфискува документите си за военна служба след анексирането на Австрия през 1938 г.  В Мюнхен той продължава да се интересува от архитектура и по собствените му думи от книгите на британския антисемит Хюстън Стюарт Чембърлейн. Прочита наред с други неща, популярните тогава „Основи на деветнадесети век“ на Хюстън Стюарт Чембърлейн, продължава да рисува картини, предимно въз основа на снимки на добре известни сгради и ги продава на мюнхенски търговец на изкуство. По-късно той твърди, че копнее за „немски град“ и иска да се обучава като „архитектурен художник“. 
Преместването в Мюнхен му помага да избегне за известно време военната служба в Австрия, но в крайна сметка мюнхенската криминална полиция го арестува на 18 януари 1914 г. и го отвежда в австрийското консулство, той е екстрадиран в Залцбург на 5 февруари 1914 г., преценен като негоден да носи оръжие и отложен от военна служба. След което му е разрешено да се върне в Мюнхен. 
Подобно на много други, Адолф Хитлер ентусиазирано приветства началото на Първата световна война през август 1914 г. Според собствения му разказ той поискал разрешение от Кралската канцелария на Бавария на 3 август 1914 г. да се присъедини към баварската армия като австриец. На 16 август е приет там като военен доброволец и на 8 октомври полага клетва към краля на Бавария. Днес се приема, че необходимото за това гражданство на  Баварското кралство не е изиграло за Хитлер никаква роля в шума и суетата на избухването на войната, особено след като той не е единственият австриец в полка. Може изобщо да не е бил попитан за това. Специалното австрийско разрешително, за което той по-късно твърди, че е поискал в кратък срок се счита за легенда. На 1 септември 1914 г. е назначен в първа рота на 16-и резервен пехотен полк.

### Войник по време на Първата световна война (1914 – 1918)
По време на Първата световна война Адолф Хитлер служи на германо-френския фронт във Франция и Белгия в състава на Баварския 16-и резервен полк, наричан също Полк „Лист“ по името на първия си командир, като до края на войната достига звание ефрейтор. На фронта той изпълнява опасни задачи и често е изложен на неприятелския огън. Взема участие в някои от най-тежките сражения на германо-френския фронт, сред които битките при Ипер, Сома, Арас и Пасхендале. Хитлер участва в Първата битка при Ипър в края на октомври 1914 г. През октомври 1914 г. при Ипер загиват около 40 хиляди души, като в ротата на Хитлер от 250 души оцеляват 42. Според неговия биограф Джон Киган, това преживяване прави Хитлер необщителен и резервиран през остатъка от войната. На 1 ноември 1914 г. той е повишен в ефрейтор и на 2 декември 1914 г. е награден с Железен кръст втора степен затова, че на 15 ноември 1914 г. той и втори войник спасяват живота на командира на полка Филип Енгелхард  под френския огън по време на Първата битка при Ипър, северозападно от Месинес. 
От 9 ноември 1914 г. до края на войната Хитлер служи като санитар и свързочник между щаба на полка и щабовете на батальона на разстояние от 1,5 до 5 километра от главната бойна линия, първоначално при дъгата на Витшаете на Западния фронт.  Противно на по-късното му представяне, той не е особено застрашен на първа линия в батальон или рота и има много по-добри шансове за оцеляване от тези, които се сражават на първата бойна линия. От март 1915 г. до септември 1916 г. той е изпратен в сектора Aubers-Fromelles и в битката при Fromelles (19/20 юли 1916 г.). В битката при Сома на 5 октомври 1916 г. Хитлер е ранен в лявото бедро от шрапнел, близо до Le Barqué (Ligny-Thilloy). Той е лекуван в болница Беелитц (Потсдам) до 4 декември и след това остава в Мюнхен за рехабилитация. Адолф Хитлер е награждаван два пъти за проявена храброст – с Железен кръст втора степен през 1914 г. и с Железен кръст първа степен през 1918 г., чест, рядко оказвана на ефрейтор. Въпреки това той така и не е повишен в подофицер, тъй като в щаба на полка смятат, че му липсват лидерски качества, а според някои изследователи – защото не е германски гражданин. 
Задълженията на Хитлер в щаба на полка му дават възможност да продължи заниманията си с рисуване – публикува рисунки и схеми с инструкции в местен военен вестник. На 5 март 1917 г. Хитлер се завръща в старата си част, която вече е преместена във Вими. През пролетта той участва в битката при Арас, през лятото в Третата битка при Ипър, от края на март 1918 г. в германската пролетна офанзива и в решителната Втора битка при Марна. През май 1918 г. получава полкова грамота за проявена храброст и черен знак за ранени. На 4 август той получава Железен кръст 1-ва степен за логистика на фронта, след като всички телефонни линии са повредени. Полковият адютант Хуго Гутман, евреин, го предлага за тази награда, а командирът на дивизията го одобрява след две седмици. По-късно Хитлер отрича да е носил Железния кръст първа степен през Първата световна война, тъй като той също е бил присъден на евреина Гутман (Хитлер за него: „страхливец без сравнение“). На 21 август 1918 г. Хитлер напуска полка, който участва в тежки битки, за едноседмичен курс за телефонисти в Нюрнберг и след това отива в редовния си домашен отпуск в Берлин. На 27 септември той се завръща на Западния фронт, където неговият полк сега е засегнат от разпадането, започнало на целия Западен фронт с Черния ден на германската армия на 8 август.
Сутринта на 14 октомври 1918 г. Хитлер е засегнат от атака с иприт, докато докладва във Вервик във Фландрия, което той също описва в „Майн Кампф“. Ако отровата попадне в очите, клепачите бързо се подуват със силна болка, което води до функционална слепота. В случай, че няма усложнения, симптомите често изчезват напълно след няколко седмици, какъвто е случаят и с Хитлер. Ранените по този начин се считат за „леко ранени“. С тази класификация Хитлер е приет в болница Пазевалк, възстановителен дом за леко ранени бойци, на 21 октомври под номер 7361 с диагноза „отравяне с газ“. Реконвалесцентният престой обикновено продължава четири седмици. На 19 ноември Хитлер заминава за резервния батальон на 2-ри баварски пехотен полк в Мюнхен като „годен за военна служба“. Според по-късните му твърдения именно тогава той се убеждава, че целта на живота му е „да спаси Германия“. Хитлер от младежките си години се възхищава от Германия, а по време на войната се превръща в пламенен германски патриот, въпреки че получава германско гражданство едва през 1932 г. Той смята войната за „най-великото от всички преживявания“ и по-късно получава похвали за смелостта си от командвали го офицери. В Пазевалк на 10 ноември Хитлер научава за Ноемврийската революция и преговорите за примирие в Компиен, които приема с дълбоко възмущение. По-късно (1924) той описва тези събития, в духа на легендата за удара с нож в гърба, като „най-голямото безобразие на века“, което го кара да реши да стане политик. Последното се смята за невероятно, защото Хитлер не е имал почти никакви средства или перспективи по това време, не е имал контакти с политици и никога не е споменавал за предполагаемото си решение чак до 1923 г. 
Според свидетелства на съвременници Хитлер се е държал покорно към офицерите. „Уважавайте началниците си, не противоречете на никого, сляпо се подчинявайте“, заявява той в съда през 1924 г. като своя максима. Той никога не се оплаква от лошо отношение като войник и по този начин се изолира от другарите си. Затова го обиждат на „бяла врана“,  като човек, който се смята за специален или има мнение, различно от мнозинството. Според техните изявления той не пуши и не пие, никога не говори за приятели и семейство, не се интересува от посещения на публични домове и често седи с часове в ъгъла, четейки, мислейки или рисувайки.  Според неговите полеви пощенски писма Хитлер не одобрява спонтанното коледно примирие от 1914 г. На 5 февруари 1915 г. той описва боевете в детайли и завършва с думите, че се надява на окончателно разплащане с вътрешните врагове. През септември 1941 г., след началото на руската кампания, Хитлер явно преувеличава германските военни престъпления, палежи и масови разстрели като отмъщение за предполагаем саботаж, извършен в окупирана Белгия през 1914 г., и ги описва като примерен метод за борба с партизаните на Изток. 
Себастиан Хафнер нарича опита на Хитлер на фронта негов „единствен образователен опит“. Йън Кершоу преценява: „Войната и нейните последици създадоха Хитлер.“ Тъй като Хитлер се посвещава изцяло на едно нещо за първи път в живота си –  войната през 1914 г., предразсъдъците и фобиите, които той вече е донесъл със себе си, са отразени в горчивината от поражението.  Томас Вебер, от друга страна, смята: „Бъдещето на Хитлер и неговата политическа идентичност са все още напълно отворени и податливи, когато той се връща от войната.“ 
Версайският договор, сложил край на Първата световна война, лишава Германия от значителни територии, демилитаризира Райнланд и налага на страната тежки икономически санкции. В Германия договорът, и особено неговият член 231, хвърлящ цялата вина за войната върху Германия, е разглеждан като крайно унизителен и несправедлив. Тези настроения по-късно оказват голямо влияние върху политическия възход на Хитлер.

### Дейност след войната
На 21 ноември 1918 г. Хитлер се завръща в казармата Обервизенфелд в Мюнхен. Той се опитва да избегне демобилизацията на германската армия и затова остава войник до 31 март 1920 г. През това време той формира своя политически мироглед, открива и изпробва своя ораторски талант. От 4 декември 1918 г. до 25 януари 1919 г. Хитлер и 15 други войници охраняват около 1000 френски и руски военнопленници в лагер в Траунщайн, управляван от войнишки съвети. На 12 февруари е преместен във втора демобилизационна рота в Мюнхен, а на 15 февруари е избран за един от представителите на своя полк. Като такъв той е работил с отдела за пропаганда на новото баварско държавно правителство под ръководството на Курт Айснер (USPD) и е трябвало да обучава другарите си на демокрация. На 16 февруари той и неговият полк участват в демонстрацията на „Революционния работнически съвет“ в Мюнхен. 
Историците не са съгласни относно това дали Хитлер е придружавал погребалната процесия за Айснер, който е убит пет дни по-рано, на 26 февруари 1919 г., както показва една замъглена снимка. На 15 април самият Хитлер е избран за заместващ съветник в своя батальон на войнишките съвети на Мюнхенската съветска република, която е провъзгласена на 7 април. След насилственото ѝ потушаване в началото на май 1919 г. той заклеймява другите началници от съвета на батальона пред военния съд на мюнхенския Райхсвер като „най-лошите и радикални агитатори [...] за Съветската република“, като по този начин допринася за тяхното отстраняване и така купува благоволението на новите управляващи. По-късно той скрива предишното си сътрудничество със социалистическите войнишки съвети. Това обикновено се разглежда като опортюнизъм или доказателство, че Хитлер не може да е бил изявен антисемит дотогава. За разлика от други членове на неговия полк, той не се присъединява към нито един от Фрайкорпс, сформиран срещу Съветската република.
През май 1919 г. Хитлер се среща за първи път с капитан Карл Майр, началник на „разузнавателния отдел“ към командването на Райхсвера 4. Той може да го е вербувал за агент под прикритие малко след това. По препоръка на началниците си Хитлер участва два пъти в „антиболшевишки образователни курсове“ за „пропаганда сред войските“ в Мюнхенския университет през лятото на 1919 г.  Той е обучен за първи път от германски националисти, пангерманисти и антисемити академици като Карл Александър фон Мюлер, който открива таланта на Хитлер като оратор, и от Готфрид Федер. Чрез срещата си с Федер, както Хитлер пише по време на затвора си в Ландсберг, той намира „пътя към една от съществените предпоставки за основаване на нова партия.“  
От 22 юли Хитлер и 26-членен „разузнавателен отряд“ от гарнизона в Мюнхен трябва да превъзпитават войници, за които се твърди, че са „заразени от болшевизма и спартакизма“, в лагера на Райхсвера в Лехфелд за пропагандни цели. Неговите речи предизвикват силни емоции, включително антисемитските му изказвания. През пролетта или есента на 1919 г. Майр го запознава с Ернст Рьом, съоснователя на тайната дяснорадикална офицерска асоциация „Железен юмрук“. 
Информаторите на Майр трябва да наблюдават новите политически партии и групи в Мюнхен. За тази цел Хитлер присъства на събрание на Германската работническа партия (DAP) за първи път на 12 септември 1919 г. Там той категорично се противопоставя на обсъжданото отделяне на Бавария от Райха. Председателят на партията Антон Дрекслер го кани да се присъедини към партията заради неговото красноречие. На 16 септември Хитлер пише  „доклад за антисемитизма“ от името на Майр за Адолф Гемлих, участник в курсовете на Лехфелд. В него той подчерта, че юдаизмът е раса, а не религия. „За евреите“ „религията, социализмът, демокрацията […] са само средство за постигане на целта, за задоволяване на алчността им за пари и власт. Последствията от тяхната дейност ще доведат до расова туберкулоза на народа.“ Следователно „антисемитизмът на разума“ трябва да се бори и използва своите прерогативи по планиран и законен начин. „Но крайната му цел трябва да бъде непоклатимото пълно премахване на евреите. Само правителство с национална сила е способно и на двете [...] само чрез безмилостното внедряване на национално мислещи лидери с вътрешно чувство за отговорност.“  Майр до голяма степен се съгласява с изявленията на Хитлер. 

#### Създаване на националсоциалистическата партия
Хитлер се присъединява към DAP през септември 1919 г. В първия оцелял списък на членовете на партията от 2 февруари 1920 г. той е под номер 555, което обаче не го прави 555-и член, тъй като списъкът започва с номер 501 и също така е подреден по азбучен ред. Той се присъединява към партия без членове или организация, която се събира в долнопробни стаи и само той, чрез собствения си политически гений, формира масово движение за спасяване на Германия. След първоначалните успешни речи на срещи в бирени изби и гостилници, Хитлер настоява за голямо масово събитие в балната зала на Мюнхен Хофбройхаус. Преди Хитлер да се присъедини към DAP, писателят антисемит Дитрих Екарт говори на срещите на DAP и лично се заема с новодошлия в партията. Екарт вече си е направил име в националистическите кръгове и е отворил вратите на мюнхенското общество за Хитлер. Богати бизнесмени като издателя Юлиус Фридрих Леман, но също и Райхсверът в лицето на канцеларията на Майр и Франц Ритер фон Еп финансират безпаричното парти. Приятелят на Екарт Готфрид Грандел по-късно гарантира за средствата, използвани за закупуването на Völkischer Observer. Екарт среща Хитлер с богати почитатели, които стават негови щедри спонсори, като Хелене Бехщайн, съпруга на известния берлински производител на пиана, или мюнхенската издателска двойка Хюго и Елза Брукман.
В рамките на две години Хитлер успява да стане абсолютният и непоклатим лидер на малката партия. Сменя името ѝ от DAP на „Националсоциалистическа германска работническа партия“ (на немски: Nationalsozialistische Deutsche Arbeiterpartei), известна навсякъде като NSDAP. Появява се акронимът „На̀ци“ (на немски: Nazi) от думата „Националсоциалист“ (на немски: NAtional SoZIalist). Адолф напуска армията, за да се отдаде изцяло на политическата си дейност. Условията за това са благоприятни: в страната има икономическо напрежение и силно негодувание срещу победилите във войната съюзници. На 24 февруари 1920 г., DAP е преименувана на NSDAP. Хитлер представя програмата от 25 точки, написана от него, Дрекслер и Федер. В нея Хитлер включва идеите си, оформени още от престоя му във Виена: антисемитизъм, силен национализъм, идея за арийско расово господство, презрение към либералната демокрация и принципа на водача. Платформата, с която излиза партията му, е направена така, че да заинтригува всеки, който е недоволен от нещо. Повечето от идеите в нея не са нови, но той успява да ги направи привлекателни и ясни. Негово е решението символ на новата партия да стане „свастиката“ (пречупеният кръст, носен преди това от по-стари расистки групировки) и за поздрав да се използва думата „Хайл!“. Успява да осигури и вестник за движението си – „Фьолкишер Беобахтер“ (на немски: Völkischer Beobachter). За охрана на събранията си учредява организацията „Щурмабтайлунг“ (на немски: Sturmabteilung) (по известна със съкращението си SA) на мъжете с кафяви ризи, ръководени от близкия му приятел Ернст Рьом. Хитлер си създава и преторианци в лицето на високо дисциплинираните, готови да се сражават до смърт за своя лидер, черноризци от „Шуцщафел“ (на немски: Schutzstaffel – SS).
На 16 март 1920 г. Екарт го запознава с някои от инициаторите на Пуча на Кап-Лютвиц в Берлин, който се проваля на следващия ден. По време на друго посещение в Берлин през 1920 г. Хитлер се среща с Хайнрих Клас (Пангерманска асоциация), който след това го подкрепя финансово и облекчава  дълговете на партийния вестник Völkischer Observer. Когато е освободен от Райхсвера (1 април 1920 г.), Хитлер вече може да живее от хонорарите за речите си. По това време той достига 1200 до 2500 слушатели на изява и набира нови членове за NSDAP, която по това време все още е в силна конкуренция с Германската национална защита, Труцбунд (DVSTB) и Германската социалистическа партия (DSP) Той спира Дрекслер да обедини NSDAP с DSP на 7 август. На 20 август в Залцбург сключва съюз с австрийската DNSAP, за да подчертае общогерманските претенции на своята партия.
В основната си реч „Защо сме антисемити?“ на 13 август 1920 г. Хитлер обяснява за пръв път по-подробно своята идеология: Всички евреи са неспособни на конструктивна работа поради предполагаемо непроменимия си расов характер. По същество те са паразити и биха направили всичко, за да постигнат световно господство, включително (твърди той) расово смесване, манипулиране на хората чрез изкуство и преса, насърчаване на класовата борба и дори трафик на момичета. По този начин той превръща расисткия антисемитизъм в основна характеристика на програмата на NSDAP.
С дълъг шлифер върху костюма си, „гангстерска шапка“, видим револвер и кучешки камшик, Хитлер привлича вниманието към себе си на приеми в Мюнхен. Поддръжниците го описват като „страхотен популярен оратор“, който изглеждаше „външно някак между подофицер и помощник, с някаква неловкост и в същото време толкова много красноречие […] пред масова аудитория.“ Хитлер преобразува SA от „сила за защита на залата“ във военизирана сила и сила за сплашване на NSDAP. Той проектира знамената със свастика и стандарти за демонстрации на силата на SA в града и страната. 
През юни 1921 г. той отново е в Берлин, за да събира средства за своята партия. NSDAP – Мюнхен кани Ото Дикел, член на партията от Аугсбург, като заместник-говорител и организира среща на 10 юли 1921 г. с емисарите на Нюрнбергската DSP, за да преговарят за сливане. Появява се Хитлер, който може би е бил информиран от Херман Есер. Когато Екарт, Дрехслер и други приветстват предложенията на Дикел за програмна реформа, той напуска ядосан срещата. На 11 юли Хитлер подава оставка от NSDAP, може би защото се страхува да не загуби специалната си позиция в партията.
На 14 юли той остро критикува Дикел и неговите възгледи в подробно изявление. За повторното си влизане с посредничеството на Дитрих Екарт, Хитлер иска диктаторски правомощия в NSDAP. На 29 юли 1921 г. общото събрание приема устав с необходимия „диктаторски принцип“, прехвърля ръководството на партията на Хитлер и изключва Дрекслер от процесите по вземане на решения като „почетен председател“. Довереното лице на Хитлер Аман рационализира и централизира партийната организация. По този начин Хитлер отстоява претенциите си за лидерство и не позволява на партията да завие наляво.  Сега той вече е партиен лидер, подкрепян от много националисти, противници на демокрацията и милитаристи сред интелектуалците в правителството и администрацията на Бавария. 
За да разшири влиянието си, Хитлер изнася няколко речи от 1920 г. нататък пред Берлинския национален клуб, от 1919 г. и в Австрия.  Той иска да стане по-известен на обществото чрез целенасочени атаки срещу политическите си опоненти. На 14 септември 1921 г. Хитлер и неговите последователи насилствено прекъсват събитие, организирано от сепаратистката Байернбунд в мюнхенския Льовенбройкелер. Нейният основател Ото Балерстед е ранен и след това го докладва. Хитлер е осъден на три месеца затвор на 12 януари 1922 г. за нарушаване на обществения ред и телесна повреда. Наказанието е намалено с два месеца за добро поведение. Той излежава присъдата си в Щаделхайм между 24 юни и 27 юли 1922 г. По-късно Хитлер убива Балерщед по време на чистката на „Рьомския пуч“ – 1934 г..
Някои статии в британската и американската преса по това време го описват като „потенциално опасен“, като представител на „армия на отмъщението“ или като „германският Мусолини“. И Хитлер кара Херман Есер да го провъзгласи за такъв в Мюнхен на 3 ноември 1922 г., три дни след успешния поход на Мусолини към Рим.
В края на 1923 г. Хитлер е убеден, че Ваймарската република е пред прага на своето рухване и че сега може да изпълни обещанието си за „поход към Берлин“ и поваляне на правителството от „еврейско-марксистки предатели“. Той се надява с подкрепата на армията да постави Германия под националистически контрол. В плана му се включва и реакционният милитарист и национален герой от Първата световна война генерал Ерих Лудендорф.

#### Бирен пуч (1923)
На осми ноември 1923 с помощта на генерал Лудендорф, Хитлер организира Бирения пуч, което става по време на събранието на баварското правителство, начело с Густаф фон Кар в бирарията „Бюргербройкелер“. Силно превъзбуден, Хитлер се качва на масата и стреляйки в тавана, обявява революцията:
| „            | Утре Германия ще има национално правителство или ще бъдем мъртви! | “ |
| Адолф Хитлер |                                                                   |   |

Тъй като не получава подкрепа от лидерите на партията, за създаването на ново правителство с канцлер Хитлер и главнокомандващ на армията Лудендорф, на следващия ден нацистите (някои от които въоръжени) маршируват по улиците на Мюнхен към военното министерство. Но кордон от полицаи, преградил „Одеонплац“ открива огън и първите редици на маршируващите бързо се разпръсват. Убити са 4 полицаи и 15 демонстранти. Както и случаен минувач. Смъртоносен куршум удря финансиста на NSDAP Макс Ервин фон Шойбнер-Рихтер. Когато пада, той повлича Хитлер със себе си, изкълчвайки рамото му. Но Хитлер успява да избяга, намирайки подслон в Уфинг, скрива се в къщата на Ернст Ханфщенгъл на езерото Щафелзее. Той е арестуван там на 11 ноември. NSDAP, която вече е забранена в девет германски провинции, също е забранена в Бавария и в цялата страна на 23 ноември. Пучът се проваля.
На 26 февруари 1924 г. срещу Хитлер започва съдебен процес с обвинение в държавна измяна. Съдията Георг Найтхард познава подсъдимия от по-рано. Той го е съдил за подстрекателство, когато веднъж кафявите ризи с ръкопашен бой разтурват сбирка на комунисти. Съдията е благосклонно разположен към лидера на нацистите и те очакват, както първия път, сравнително лека присъда. Адолф Хитлер се възползва от всичко това и се опитва да превърне процеса си в пропаганден триумф. За тази цел той се защитава сам и по блестящ начин използва красноречието си. Поема пълната вина за организирането на пуча.
| „            | Това е моето становище: По-добре да бъда обесен в болшевишка Германия, отколкото да склоня глава пред френския меч. | “ |
| Адолф Хитлер | |   |

Хитлер си позволява смело да говори за наближаването на деня, в който тълпите от улицата със своите знамена с пречупени кръстове ще се слеят с тези, които стреляха по тях. Групите ще нараснат в батальони, батальоните в полкове, полковете в дивизии, заканва се той.
| „            | Даже и да ни осъдите хиляди пъти, богинята на вечния съд на историята ще се засмее и ще скъса решението на този съд, и ще ни признае за невинни. | “ |
| Адолф Хитлер | |   |

Хитлер отхвърля обвинението в държавна измяна и заявява, че „ноемврийските престъпници“ от 1918 г. са истинските предатели. Процесът завършва на 1 април 1924 г. След целия спектакъл Хитлер е осъден на четири години затвор. С възможност за предсрочно освобождаване и глоба от 200 златни марки. Освен това съдът отказва експулсирането му като чужденец, извършил престъпление, което е задължително по Закона за защита на републиката, тъй като той имал „почтен ум“, мислел и се чувствал германец и бил доброволен войник в немската армия в продължение на четири години и половина, а също така и ранен на фронта. Както възможността за условно освобождаване, така и отказът от експулсиране явно противоречат на действащите закони, които предвиждат смъртно наказание за подобни престъпления.
Поведението му в съдебната зала прави силно впечатление на германците, които започват да го възприемат като голям национален герой. Лично за него пучът е сериозен урок, от който научава, че за да успее да вземе властта в свои ръце, ще трябва да използва легални средства.
От присъдата си Хитлер излежава само девет месеца. Хитлер се радва на множество привилегии и големи удобства по време на затвора в отделно крило на затвора Ландсберг ам Лех. Той има близък контакт с други осъдени и му е позволено да приема повече посетители, отколкото било обичайно в затворническата практика до този момент (списъкът с посетители на Хитлер показва 330 души). Повечето посетители разговарят само накратко с Хитлер. Хитлер води по-дълги разговори с Едвин и Хелене Бехщайн, Лудендорф, Макс Аман и Хермине Хофман. На Хитлер редовно му е позволявано да води поверителни разговори с приятели на политически теми. Посетителите наричат стаята му  „деликатесен магазин“ заради многото деликатесни продукти. Ръководството на институцията има подготвени допълнителни килии за неговото „съдебно пазене“. А Хитлер дори очаква да бъде освободен след шест месеца на 1 октомври 1924 г. Но Мюнхенската прокуратура отменя това, тъй като е открита негова обширна коореспонденция с писма. Въпреки това поради застъпничеството на директора на затвора Хитлер е освободен на 20 декември 1924 г. след по-малко от девет месеца затвор за предполагаемо „добро поведение“. Фактът, че Ландсберг е бил „университетът на Хитлер на държавна сметка“ е част от легендата около затварянето, започнало след 1933 г. Затворът на Хитлер е бил посетен от 180 000 души до 1937 г. Самият Хитлер се връща в затвора без предупреждение през 1934, 1936 и 1938 г.

## Идеология
В затвора на град Ландсберг ам Лех той има достатъчно време, за да премисли добре сторените грешки. Закусва в леглото си, държи дълги слова пред съкилийниците си и прави разходки в градината. Всичко прилича повече на санаториум, отколкото на затвор. При тези условия започва да диктува на секретаря си Рудолф Хес книгата си „Моята борба“ (на немски: Mein Kampf), която по-късно става политическа библия за нацисткото движение. В нея Хитлер разказва живота си, философията си и представя подробно програмата си, която иска да реализира в Германия. Основна тема на писанията му е социалният дарвинизъм – индивидите и нациите са представени като участници в постоянна борба за живот. Расово по-висшите германци са заплашени от евреите, „гъвкавия демон на човешкото падение“, марксистите, болшевиките, либералите и от хуманистите, без значение от какъв тип. На новото нацистко движение се пада задачата да подготви стратегията за световното господство, която неминуемо е свързана с безмилостна борба.
Централната идея на Хитлер е расовата борба, която определя историята на човечеството и в която „правото на най-силния“ неизбежно надделява. Той определя „голямото, несмесено население от скандинавско-германски хора“ в „германското национално тяло“ (с което той се позовава на расовата идеология на Ханс Ф. К. Гюнтер) като най-силната раса, предназначена за световно господство. Хитлер вижда евреите като световноисторически смъртен враг на арийците: те също се стремят към световно господство, така че ще трябва да има една последна апокалиптична битка с тях. Германия може отново да бъде велика само ако обяви безпощадна война на тези вътрешни врагове. Понеже нямат сила или собствена нация, евреите се стремят да унищожат всички други раси като „паразити в телата на другите народи“. Тъй като този стремеж е присъщ на тяхната раса, арийците могат да запазят расата си само като унищожат евреите. В последната глава от втория том на „Майн Кампф“ той пише за германските евреи: „Ако дванадесет или петнадесет хиляди от тези еврейски развратители на народа бяха държани под отровен газ в началото и по време на войната, както стотиците хиляди от нашите най-добри немски работници от всички класи и професии, тогава милионите жертви на фронта не биха били напразни. Напротив: дванадесет хиляди злодеи, елиминирани в точното време, може би биха спасили живота на един милион почтени германци, които бяха ценни за бъдещето.” Това доказва желанието на Хитлер да извърши геноцид. 
Расизмът на Хитлер води до неговото отхвърляне на всичко „слабо“ като „недостоен живот" и „без право на живот“: „По-силният трябва да управлява, а не да се слива с по-слабия, за да пожертва собственото си величие.“  Във външната политика той оценява  славяните като „нисша раса“, неспособна да формира държави и следователно те трябва да бъдат управлявани от по-високопоставените германски племена в бъдеще. На вътрешния фронт той призовава за принудителна стерилизация на пациенти с наследствени заболявания и дори тяхната евтаназия. Той казва на партийната конференция на NSDAP в Нюрнберг през 1929 г.: „Ако Германия трябваше да има милион деца всяка година и да елиминира 700 000 до 800 000 от най-слабите, тогава в крайна сметка резултатът може би дори ще бъде увеличаване на силата.“ Тези идеи засягат предимно хората с увреждания. Идеята на Хитлер за „чуждо“, „асоциално“ или „изродено“ също засяга неназовани групи в „Майн капф“, като „цигани“ (което означава: роми и йениши), хомосексуалисти и християнски пацифисти, като напр. Свидетелите на Йехова. За Хитлер последните са като идеалист, който е загубил пътя си и следователно е политически опасен и който отказва необходимата борба за оцеляване. От 1933 г. националсоциалистите убиват много членове на тези групи.
Програмното искане за завладяване на жизнено пространство на Изток има за цел „унищожаването на „еврейския болшевизъм“, както Хитлер нарича системата на Съветския съюз, и „безмилостната германизация“ на източноевропейските области. Това означава заселване на германци и прогонване („преселване“), унищожаване или поробване на славянското население. Той категорично отхвърля културно-езиковата асимилация като „бастардизация“ и в крайна сметка самоунищожение на собствената  раса. Правейки това, според Кершоу, Хитлер е „създал солиден интелектуален мост между „унищожаването на евреите“ и войната срещу Русия, насочена към придобиване на „жизнено пространство“. На тази идеологическа основа Източна Европа до Урал трябваше да бъде отворена със сила „като допълнителна и заселна зона“ за националсоциалистическия германски райх.  Идеята на Хитлер за жизнено пространство следва теориите на Карл Хаусхофер за геополитиката и ги надминава, като превръща завладяването на Източна Европа в основна военна цел на NSDAP и средство за трайна икономическа автаркия и хегемония за Германия в една фундаментално реорганизирана Европа. 
Фюрерпринцип
Хитлер противопоставя на демокрацията, разделението на властите, парламентаризма и плурализма принципа на неограничения лидер: цялата власт в партията и държавата трябва да идва от неизбран „лидер на народа“, който е потвърден само с акламации. Той трябва да назначи лидерското ниво под него, което от своя страна трябва да назначи следващото ниво по-надолу. Съответните „последователи“ трябва да се подчиняват сляпо и безусловно. Тази идея за лидерство се появява в модерния национализъм от 1800 г. насам. Тя е станала общоизвестна в антидемократичния лагер от 1900 г. като копнеж за „народен император“ или авторитарен, войнствен имперски канцлер като Ото фон Бисмарк. Хитлер го е опознал в Линц като култ около Георг фон Шонерер, а във Виена е изпитал въздействието на антисемитските популярни речи на Карл Люгер, когото сега изтъква като модел на „народен трибун“. Паравоенната организация на NSDAP съответства на принципа на фюрера. От ноември 1922 г. Хитлер  претендира за ролята на национален лидер след успешния поход на Мусолини към Рим и възприема свързания с него „култ към лидера“ и волунтаристичното разбиране на политиката от италианския фашизъм. Но той твърди, че е придобил своята идеология сам във Виена до 1913 г. и че тази „гранитна основа“ на неговите действия почти не се е променила оттогава. Шонерер и Люгер му отварят очите за „еврейския въпрос“ и го учат да гледа на евреите във всичките им варианти като на чужд народ; но чрез собствените си изследвания той разпознал същността на марксизма и юдаизма, и по този начин оформил своята инстинктивна омраза в „светоглед“ до 1909 г.

#### Реорганизация на партията (1924)
До процеса Хитлер се е възприемал повече като „знаменосец“ на националистическото движение, който е трябвало да разчисти пътя за друг „спасител на Германия“ като Лудендорф. Сцената, която съдът му предлага, сега му позволява да влезе в нова, главна роля. Чрез протоколите от съдебните процеси той става известен в Северна Германия като най-радикалният „национален“ политик. Последователите му го почитат като герой и мъченик за националната кауза. Това укрепва позицията му в NSDAP и репутацията му сред другите националисти. Поради това одобрение и пропагандния успех на защитата му Хитлер вижда себе си в ролята на великия лидер и спасител на Германия, на когото се надяват мнозина. 
Провалът на пуча от 1923 г. довежда до временното разпадане на NSDAP. Скоро обаче Хитлер е амнистиран. През декември 1924 г. той напуска затвора в Ландсберг ам Лех и сериозно се залавя за реорганизиране на партията си. Подпомаган от двама близки последователи – „магьосника“ на пропагандата д-р Паул Йозеф Гьобелс и въздушния ас от Първата световна война капитан Херман Гьоринг, Хитлер се захваща с трудната задача да си спечели масова подкрепа. 
Хитлер има черен мерцедес, взет назаем от Якоб Верлин. Има собствен шофьор и бодигард, с когото пътува на публичните си прояви. От този момент нататък той организира това до всеки детайл, като избира часа на пристигането си, влизането  в залата за събития, сцената на оратора, облеклото за желания ефект и репетира реториката и изражението на лицето си. На партийни събрания носи светлокафява униформа с лента със свастика, колан, кожена каишка през дясното рамо и високи кожени ботуши до коленете. Пред по-голяма публика той носи черен костюм с бяла риза и вратовръзка, „когато изглеждаше уместно […] да се представи един по-малко войнствен, по-уважаван Хитлер”. С често носения си син костюм, дъждобран, филцова шапка и кучешки камшик той изглежда като „ексцентричен гангстер“. В свободното си време предпочита да носи традиционни баварски къси панталони. В средата на лятото избягва да бъде виждан по бански, за да не се излага на присмех.
На 4 януари 1925 г. Хитлер обещава на министър-председателя на Бавария Хайнрих Хелд, че ще прави политика само законно и ще помага на правителството в борбата срещу комунизма. След това Хелд отменя забраната на NSDAP на 16 февруари 1925 г. С редакционна статия във Völkischer Observer на 26 февруари 1925 г. Хитлер възстановява NSDAP под свое ръководство. За да може партийната централа да провери кадрите, всички досегашни членове трябваше да подадат документи за нова членска карта. Самият Хитлер получава членство номер 1.
През април 1925 г. Хитлер основава Шуцщафел (на немски: Schutzstaffel (SS)) в Мюнхен, лична „гвардия и бойна охрана“, подчинена на партията. Той успешно разширява NSDAP в цяла Германия, като основава нови местни и регионални групи, на които назначава „гаулайтер“. Регионалните забрани на речите му почти не попречиха на тази работа. През март 1925 г. той възлага на Грегор Щрасер да създаде NSDAP в Северна и Западна Германия. До септември 1925 г. Щрасер формира там свое собствено партийно крило. Което в сравнение с партийния щаб на Хитлер в Мюнхен се застъпва за повече социалистически цели, социално-революционен курс и външнополитическо сътрудничество със Съветския съюз. Проектът на Щрасер за нова партийна програма призовава за поземлена реформа, експроприация на акционерни дружества, а също и участие на NSDAP в референдума за експроприацията на немските принцове. 
Първият сериозен проблем, пред който Хитлер е изправен, е да направи избор между социалистически ориентираната левица от привържениците му в Берлин и десните националисти в Мюнхен, между членовете на партията от Севера, водени от Грегор Щрасер, и приятелите си от Бавария. За тази цел Хитлер събира всички по-големи ръководители на партията в страната на конференция в Бамберг, Южна Германия на 14 февруари 1926 г. Времето на срещата е специално подбрано така, че за повечето северняци да бъде трудно да се откъснат от основната си работа и да присъстват на обсъждането на партийната програма. От представителите на Севера пред мнозинството на Юга имат възможност да говорят само Грегор Щрасер и Гьобелс. На конференцията партията е поделена на две – едната група е водена от Грегор Щрасер, представляващ градските, социалистически и революционно настроени елементи, а другата група е на Готфрид Федер, отразяващ провинциалните, расистки и популистки идеи. Хитлер е по средата на двете враждебни страни. Той никак не е склонен да позволи младата му партия да поеме по посока на „нестройните социалистически принципи“. Решението идва в изясняването на въпроса за становището по отчуждаването на собствеността на аристокрацията. Хитлер държи двучасова реч, в която разяснява на делегатите, защо не трябва да гласуват за отчуждаване. Националсоциализмът, казва той, не трябва да помага на движенията, вдъхновени от комунистите; отчуждаването няма да спре с изпращането на Вителсбаховата и другите германски династии на бунището на историята. Гьобелс, от който се очаква да подкрепи позицията на Щрасер, предусеща какъв ще е крайният изход и преминава на страната на Хитлер. Като награда получава поста на гаулайтер (партиен районен ръководител) за Берлин и стартира успешната си кариера в партията. Хитлер принуждава крилото на Щрасер да отхвърли новата проектопрограма и по този начин и нейното искане за княжеска експроприация като форма на „система за еврейска експлоатация“. Хитлер забранява всякакво обсъждане на партийната програма (от 1920 г.). Въпреки събитията на конференцията разривът в NSDAP между националисти и социалисти намира (кърваво) решение едва в „Нощта на дългите ножове“ (на немски: Nacht der langen Messer) през 1934 г.
През лятото на 1926 г. NSDAP въвежда хитлеристкия поздрав, превръщайки култа към Хитлер в своя централна характеристика. След това Хитлер доминира в партията по начин, подобен на начина, по който го прави от 1933 г. насам, като първоначално позволява спорове и съперничество и след това взема решението за себе си. Личната връзка с „лидера“ става решаваща за влиянието, което един служител има в партията, и Хитлер става почти безапелационен в NSDAP.
Пропагандната дейност на партията е насочена към низшите класи на обществото, които понасят тежки удари от икономическата депресия. Настойчивостта на Хитлер този път движението да се придържа към легалните средства за борба за властта (която дори му донася прякора Адолф Легалния) му спечелва престиж в редиците на милитаристите, националистите и традиционалистите. Комбинацията от проницателност по отношение на психологията на масите и готовността да работи заедно с десните консерватори е важен фактор за Хитлер по пътя му към абсолютната политическа власт. Той бързо възстановява и значително засилва позициите си, загубени след безплодния бирен пуч. През 1930 г. Адолф Хитлер е безспорният лидер на нацисткото движение. В хазната на партията потичат капитали от едрите индустриалци на Райнланд, които виждат в лицето на Хитлер единствения си защитник пред тревожещите ги профсъюзи и пред набезите на комунистите. NSDAP получава нарастваща подкрепа от стабилните буржоазни елементи както и от недоволните работници, като на всички Хитлер обещава закрила и освобождение от „грабещите ги еврейски финансисти“.

#### На път към абсолютната политическа власт (1928)
След обещанието си за законност Хитлер иска да победи и подкопае демокрацията в нейната собствена игра. NSDAP трябваше да влезе в парламента, а освен това SA трябваше да използва грандиозни маршове, улични битки и бунтове, за да привлече общественото внимание към партията и нейния лидер и в същото време да разкрие слабостта на демократичната система. За тази цел NSDAP използва напълно новите тогава методи за реклама и масово влияние. Ефектната реторика на Хитлер е фундаментална за техния успех. Той подхваща актуални политически въпроси. Говори редовно и конкретно за „вината на ноемврийските престъпници от 1918 г.“, техният „нож в гърба“, за „болшевишката опасност“, „позора на Версай“, „парламентарната лудост“ и коренът на всяко зло: „евреите“. Със своята рурска кампания и брошурата „Пътят към възкресението“ Хитлер се опита да спечели подкрепата на рурската индустрия. 
Но в 1928 г. на изборите за райхстаг нацистите печелят само 12 места, което е слаб резултат в сравнение с 54-те мандата на комунистите. NSDAP остава „незначителна, макар и шумна партия". Стабилизираните икономически условия и продължаващият икономически подем („Златните двадесет години“) не предлагат на радикалните партии почти никакви възможности за тяхната агитация до 1929 г.  
По време на икономическата депресия от 1929 г. Хитлер заедно с националиста Алфред Хугенберг води кампания срещу „плана Юнг“ (на немски: Volksbegehren gegen den Young-Plan). Планът Young има за цел да уреди неуредените репарационни въпроси между Германия и нейните бивши врагове от Първата световна война. NSDAP и DNVP (партиен шеф, Алфред Хугенберг), организират съвместно референдум (срещу плана Young), който се проваля. Но чрез контролираните от Хугенберг вестници най-сетне пред Хитлер се открива възможност да изложи идеите си пред нацията. Освен това той има шанса да спечели на своя страна повече едри индустриалци и бизнес магнати, които да осигурят солидна финансова подкрепа за движението му. 
Хитлер и неговата партия получават значителна подкрепа от националистическо-консервативната средна класа за първи път на провинциалните избори в Тюрингия през есента на 1929 г. В резултат на световната икономическа криза Ваймарската коалиция се разпада в Германия на 27 март 1930 г. Райхсканцлерът Херман Мюлер (SPD), който все още имаше демократично настроено мнозинство в Райхстага, и първият президентски кабинет на Хайнрих Брюнинг (Център) бяха последвани от изборите за Райхстаг през 1930 г.:
През 1930 г. изборите за райхстаг правят NSDAP втората по големина парламентарно представена политическа сила. Тя увеличава своя дял от гласовете до 18,3 % и своите депутати в Райхстага от 12  на 107  (за нацистите гласуват над 6 милиона души). Комунистите успяват да вкарат 77 свои представители. Изводът за всички е ясен – шумната пропаганда на Хитлер е спечелила вниманието на германския избирател. Като втората най-силна партия NSDAP се превръща в релевантен фактор на властта в германската политика.
На процеса срещу Райхсвера, воден в Улм, Хитлер се явява като свидетел на защитата на 25 септември 1930 г. Там той се заклева, че „при никакви обстоятелства няма да преследва своите идейни цели чрез незаконни средства“ и ще изключи членовете на партията, които не се придържат към това изискване. Но също така тогава той заплашва: „Ако нашето движение победи в правната си битка, ще дойде германски държавен съд; и ноември 1918 г. ще намери своето изкупление и глави ще се търкалят!". По време на разпит на свидетел през 1931 г. адвокатът Ханс Литен разкрива, че Хитлер е продължил да поощрява нацистката пропаганда за насилствено сваляне на властта и по този начин е нарушил клетвата си за законност. Хитлер е обвинен в лъжесвидетелстване. Въпреки че има достатъчно доказателства за експулсирането му, делото е забавено и прекратено.
От 1931 г. президентът на райха Хинденбург е „почти затрупан“ със списъци с подписи и петиции за канцлерския пост на Хитлер. Той кани Хитлер и Херман Гьоринг на първи разговор на 10 октомври 1931 г., ден преди срещата на „Харцбургския фронт“. Според биографа на Хитлер Конрад Хайден Хитлер изнася монолози вместо да отговаря на въпросите на Хинденбург. Твърди се, че след това Хинденбург казал на Курт фон Шлайхер: „Бохемският редник“ (Хинденбург вероятно е объркал австрийския Браунау с едноименния бохемски град, чешкия Броумов, който срещнал като лейтенант по пътя към битката при Кьониггрец през 1866 г.) би могъл най-много да стане началник на пощата“. Въпреки че Хитлер го впечатлил, той не го убедил в пригодността му за канцлерския пост.
За да може да се кандидатира срещу Хинденбург на изборите за президент на Райха през март/април 1932 г., Хитлер, който е лице без гражданство от 30 април 1925 г., трябва да стане гражданин на федерална държава и следователно германец съгласно раздел 1 от Закона за райха и гражданството (виж натурализацията на Адолф Хитлер през февруари 1932 г.). Като лице, осъдено преди това за държавна измяна, той търси „работа в пряка или непряка държавна служба“, възможна съгласно раздел 14 от Закона за Райха и гражданството, което се „счита за натурализация на чужденец […]“ След няколко неуспешни опита министърът на вътрешните работи на свободната държава Брауншвайг Дитрих Клагес (NSDAP), го назначава в правителствения съвет на Брауншвайг три дни след обявяването на кандидатурата му. Въпреки това Хитлер никога не е започвал планираната си служба, но веднага е получил отпуск за предизборната кампания и по-късно подал молба за неограничен отпуск за бъдещите си „политически борби“. Той е освободен от държавната служба в Брауншвайг като райхсканцлер едва на 16 февруари 1933 г. 
Настоящият застаряващ президент Паул фон Хинденбург е подкрепян от социалистите, католиците и обикновените работници. Другите двама кандидати за поста са Теодор Дюстерберг, офицер от армията, и лидерът на комунистическата партия Ернст Телман. Хитлер подхожда с присъщата му енергичност към кампанията за изборите на 13 март 1932 г. и печели над 30 % от вота, лишавайки Хинденбург от пълната победа. На втория тур на изборите от 10 април старият герой от Първата световна война Хинденбург е преизбран с 53 % или 19 359 650 (Хитлер получава само 36,8 % от подадените гласове – 13 418 011; Телман – 3 706 55). На изборите през юли 1932 г. за Райхстаг, нацистите тържествуват с 230 места и стават най-силната политическа партия в Германия. Но на следващите избори Хитлеровото движение загубва малко от гласовете си, което води до намаляването депутатите на 196 (комунистите нарастват на 100). NSDAP остава най-голямата партия в парламента, но уличните схватки между кафявите ризи и червения фронт придобиват особена острота.
Междувременно политическата ситуация сериозно се изражда. Райхсканцлерът Хайнрих Брюнинг, привидно либерален и напредничав, се проваля, започвайки да управлява с укази. Това му решение в действителност прокарва път към диктатура. На 30 май 1932 г. Хинденбург отстранява Брюнинг от поста му, назначава Франц фон Папен за нов канцлер и разпуска Райхстага. 
NSDAP използва всички държавни и национални избори, насрочени за 1932 г., за постоянна агитация. Хитлер наема оперния певец Пол Девриент като вокален треньор и корепетитор на кампанията.  Хитлер участва на 148 големи митинга от април до ноември 1932 г., които се посещават средно от 20 000 до 30 000 души. Нацистката пропаганда го представя като спасител на движението („Хитлер над Германия“), който стои над социалните класи. Той става по-известен сред населението от всеки друг кандидат преди него. Десетки хора загиват насилствено по време на провокативни митинги на NSDAP по време на тази предизборна кампания. „Кървавата неделя на Алтона“ (17 юли 1932) например дава възможност на правителството на Папен да отстрани действащото по конституция държавно управление на Прусия чрез спешен указ (Preußenschlag, 20 юли). 
На изборите за Райхстаг през юли 1932 г. NSDAP става най-силната партия с 37,3 %. Хитлер претендира за Канцлерството. Още на втората сесия на Райхстага на 12 септември Хинденбург разпуска Райхстага по предложение на Папен, тъй като се очаквало Райхстагът да отмени извънредните постановления от 4 и 5 септември 1932 г., които съдържат значителни съкращения на социалната политика. На изборите за Райхстаг през ноември 1932 г. NSDAP отново е най-силната партия с 33,1 %, въпреки че губи гласове; KPD също печели места, което означава, че демократичните партии вече не могат да формират парламентарно мнозинство. След това Папен подава оставка и предлага на Хинденбург да бъде назначен за диктатор със спешен указ.
Започва тежка задкулисна политическа борба между юнкерите от изтока, едрите индустриалци от запада и офицерите от Райхсвера. Тези три групи стоят зад поредния кабинет, първоначално оглавяван от Франц фон Папен, ловък политик и интригант, а после и от генерал Курт фон Шлайхер, представител на армията, който желае постигането на военна диктатура. Национално-консервативните сили в икономиката, военните и бюрокрацията „се стремят към „авторитарна (монархическа) трансформация на държавата“, „перманентно премахване на KPD, SPD и синдикатите“, „намаляване на данъчната тежест и тежестта на социалната държава върху икономиката“, „бързото преодоляване на Версайския договор“ и „превъоръжаване“. Те вярват, че могат да постигнат целите си само с подкрепата на националсоциалистическото масово движение. Тези елити искат да отслабят части от програмата на Хитлер, които са нежелани за тях (диктатура на лидера вместо монархия, зачитане на интересите на работниците), като „оформят“ Хитлер и „опитомят“ неговата политика. Папен им се струва подходящ съюзник, защото той „все още имаше пълното доверие на Хинденбург“ и е единственият в състояние да разсее недоверието му към Хитлер.
Хитлер в началото подчинява критиките на капитализма в NSDAP на антисемитизма, според който само евреите са отговорни за икономическата мизерия. Речта на Хитлер пред Дюселдорфския индустриален клуб в началото на 1932 г. възхвалява ролята на икономическите елити и набляга на гласоподавателите на левите партии: „Германският народ не може да оцелее, докато половината от него гледат на „собствеността като на кражба“. След като Хитлер изгражда добри отношения с бизнес кръговете до края на 1932 г. и до голяма степен разсейва опасенията им относно нацистката икономическа програма, голямата индустрия подкрепя възхода на NSDAP в офиса на Шахт или отдела за икономическа политика на NSDAP, особено чрез „бизнес представители от втория и третия ешелон на металообработващата и стоманодобивната промишленост“. По-късно това са арианизирани печалбари, но също и банкери и едри аграри. Те се опитват да приведат бъдещата нацистка икономическа политика „в съответствие с просперитета на частния бизнес“, така че „промишлеността и търговията ще могат да участват“.
За да избегне риска от гражданска война и възможно поражение на Райхсвера срещу паравоенните сили на SA и KPD, Хинденбург назначава Курт фон Шлайхер за райхсканцлер на 3 декември. Той е станал министър на Райхсвера при Папен и очевидно е възприел по-благоприятен за работниците курс. Шлайхер се опитва да раздели NSDAP чрез стратегията на кръстосания огън: Грегор Щрасер е готов да приеме предложението на Шлайхер да участва в правителството, да стане вицеканцлер и по този начин да заобиколи Хитлер. Хитлер обаче отстоява лидерската си роля в NSDAP и претенциите си към Канцлерството през декември 1932 г. със сълзи и заплахи да се самоубие. Консервативните съветници на Хинденбург се провалят в опита си да включат NSDAP в правителството, без да дадат на Хитлер канцлерския пост.
Тайната среща на Папен с Хитлер в къщата на банкера Шрьодер на 4 януари 1933 г. се счита за „раждането на Третия райх“, което инициира „незабавна причинно-следствена последователност от събития до 30 януари“. Фон Папен сключва политическа сделка с Хитлер. Двамата решават да работят заедно за правителство, в което Хитлер ще бъде канцлер, а хора на фон Папен ще заемат по важните министерски постове. Освен това постигат съгласие да елиминират социалдемократите, комунистите и евреите от политическия живот. Хитлер обещава да се откаже от социалистическата част в своята програма като срещу това фон Папен ще поръчителства за него пред индустриалците за по-нататъшни финансови инжекции за нацисткото му движение. Остава една-единствена задача – да се спечели доверието на стария президент Хинденбург, който не е особено благосклонен към грубото парвеню и най-обикновен ефрейтор от Първата световна война (веднъж вече президентът е отхвърлил желанието на Хитлер да го направи канцлер, предлагайки му вицеканцлерския пост, който Адолф не приема). 
NSDAP става най-силната партия на изборите за Ландтаг в Липе през 1933 г. (15 януари) с 39,5 % от гласовете (от 100 000 избиратели) и по този начин засилва претенциите си за лидерство. Когато злоупотребата с източната помощ заплашва репутацията на Хинденбург, неговият приятел Елард фон Олденбург-Янушау лично подема кампанията за канцлерския пост на Хитлер и очаква кабинетът му да покрие скандала. Освен това на 22 януари Хитлер спечелва Оскар фон Хинденбург като поддръжник със заплахи и предложения. Оскар фон Хинденбург, синът на президента, загрижен за имението в Нойдек на изток и заможният банкер Курт Фрайхер фон Шрьодер принуждават Паул фон Хинденбург да приеме предложенията за бъдещия кабинет на Хитлер – фон Папен. Това премахва последните резерви на президента на Райха относно неговото назначаване. 
Когато Хинденбург отхвърля искането на действащия германски канцлер Шлайхер за нови избори, той подава оставка на 28 януари 1933 г. Хитлер, Папен и Хюгенберг вече са се споразумели за новия кабинет. Това прави възможно назначаването на Хитлер за канцлер.
На 30 януари 1933 г. президентът с голяма неохота обявява Адолф Хитлер за райхсканцлер на Германия с коалиционен кабинет, отказвайки му извънредна власт. Това е велик момент за някога незначителния бродяга от Виена. Той постига тази висока цел без пуч и без революция, а както е обещал – по конституционен път.

#### Канцлер и държавен глава (1933)
Хитлер твърди, че Третият Райх, започнал с избирането му за райхсканцлер и че ще просъществува 1000 години. Веднъж взел властта в свои ръце, той действа бързо и решително, за да затвърди позициите си и да постигне пълна диктатура. В райхстага новият канцлер няма пълно мнозинство и за да си осигури такова, той постига споразумение с Хинденбург да се състоят избори. Първата му задача след това е да вдигне в тревога страната заради заплахата от червения терор. Разбира се, едно отслабване на комунистите ще затвърди властта му. С палежа на сградата на райхстага на 27 февруари 1933 г. Хитлер получава официален повод и възможност да се разправи с политическите си опоненти и да положи основите на тоталитарната си система. На местопрестъплението е заловен слабоумният 24-годишен холандски скитник Маринус Ван Дер Любе, който някога е бил член на комунистически клуб в родината си. Предполага се обаче, че пожарът е запален от щурмоваци на нацистката партия, със съдействието на Херман Гьоринг. През тунел те влизат в райхстага, заливат завесите и килимите със запалима течност, след което вкарват психически лабилния бивш комунист, за да запали сам малки отделни огньове. Отговорността за пожара все още е обект на дискусия сред историците.
Запален от нацистите или не, изгорелият Райхстаг свършва добра работа на Хитлер. Арестувани са 4000 души. Вината за палежа е хвърлена върху Комунистическата партия на Германия. През март полицията залавя нелегално пребиваващите в страната Георги Димитров (ръководител на нелегалното бюро на комитета за Западна Европа), Благой Попов и Васил Хаджитанев (членове на политбюрото на нелегалната Българска комунистическа партия). Те получават обвинение за подпалването на сградата на Райхстага. Процесът срещу тях се следи с голям интерес от много страни. Получават се протести от различни места. Димитров, който се защитава сам, се превръща в герой за комунистите със смелото си поведение (успява да вбеси Гьоринг). В крайна сметка нацистите са принудени да пуснат българите и те са изпратени в Москва. NSDAP печели изборите на 5 март 1933 г. и увеличава местата си в парламента от 196 на 288. Хитлер се кандидатира в избирателен район 24 (Горна Бавария – Швабия) и става член на Райхстага. Новият Райхстаг е открит на 21 март 1933 г. в „Деня на Потсдам“. С подкрепата на националистите Хитлер си осигурява мнозинство от 52 % (мандатите на комунистите са касирани). На 24 март 1933 г. райхстагът гласува закон за извънредни пълномощия на правителството. С него на парламента са отнети законодателните права, контролът на бюджета, правата за иницииране промени в конституцията и правото на одобрение на договори с чужди страни. За срок от четири години те са предоставени изцяло на „Райхстагкабинета“ (на немски: Reichsregierung). Представители на партията контролират управлението на немските провинции. Търговските обединения са разпуснати. Нацисткият режим смазва свободните профсъюзи на 2 май след честването на Първи май предния ден и вместо това основава Германския трудов фронт на 10 май. Почти цялото население е организирано в различни обединения под контрола на партията. На 22 юни ГСДП, чиито представители са единствените, които гласуват против Закона за пълномощията на кабинета, е забранена, а на останалите партии е наредено да се саморазпуснат до 5 юли. В резултат  всички други партии освен NSDAP са забранени (една част от тях се сливат „доброволно“ с нея, а други се „саморазпадат“). На 1 декември 1933 г. NSDAP става единствената държавна партия със закон, който гарантира единството на партията и държавата. В този процес „натискът „отдолу“ и „личната инициатива“ на Хитлер работят заедно.
Хитлер затвърждава властта си с предварително планирана бруталност и терор. Тези, които се осмелят да говорят против режима му, биват веднага надвити, арестувани, хвърляни в затвор или убивани. Хитлер внимателно се старае да не накърни интересите на силните групировки. Внимателно изтласква настрана консерваторите и предпазливо овладява радикалите. Той води ловка политика по примера на Макиавели. Не се колебае да лиши опонентите си от обикновените им човешки права или дори да ги ликвидира физически. Правителството, законът, образователната система и религията работят за националсоциализма. „Heil Hitler!“ става задължителен поздрав, свастиката символ на държавата, а „Horst-Wessel-Lied“ официален химн. Под ръководството на д-р Паул Йозеф Гьобелс широко се пропагандира величието на Фюрера.

#### Затвърждаване на диктатурата (1933 – 1934)
Само една пречка остава да бъде преодоляна по пътя към абсолютната диктатура – радикалният елемент вътре в партията, концентриран около СА и лидера ѝ капитан Ернст Рьом. На Хитлер е нужно спокойствие. Помогналите му да стигне до властта бизнесмени и военни са обезпокоени от кафявите ризи, водени от Рьом, който призовава за „продължаване на революцията“. Армията е разтревожена и от факта, че в плановете за бъдещето на лидера на СА влиза конкурирането и постепенното изместване на Райхсвера от щурмоваците. Съвсем естествено и индустриалците, и военните притискат Хитлер да пристъпи към разрешаване на въпроса, като дават да се разбере, че от това зависи оставането му на върха. Адолф Хитлер за втори път е изправен пред избор между националистите и социалистите в движението си. Имайки предвид по-горе посочените обстоятелства решението на Фюрера е от ясно по-ясно. Събитията са бурни. На 30 юни 1934 г. се състои така наречената „Нощ на дългите ножове“ (на немски: Nacht der langen Messer). Хитлер лети до Бад Висзе в Горна Бавария, където Рьом и част от свитата му са отседнали в санаториума Ханзелбауер (точно преди да излязат в едномесечен отпуск). Фюрерът влиза в хотела, нарежда да събудят Рьом и го арестува. Два дни по-късно Хитлер заповядва на ръководителя на SA да се застреля. Рьом, който добре познава Адолф, знае, че последният проявява слабост пред кървавите сцени, и казва на пазачите си да предадат на Фюрера, че иска Хитлер лично да стреля в него. В крайна сметка пречещият Ернст Рьом е убит.
Междувременно в Берлин са арестувани 150 лидери на СА. Повечето от тях са ликвидирани. Общо на 30 юни 1934 г. и през следващите дни 150 до 200 ръководители на SA са убити по заповед на Хитлер (под претекст за предполагаем пуч, планиран от Ернст Рьом („Рьомски пуч“) със значителното участие на Лайбщандарт SS „Адолф Хитлер“. Хитлер не напада само непокорните сред кафявите ризи. Моментът е прекалено удобен, за да бъде пропусната възможността да се премахнат противници и от друг характер. Шест души убиват бившия канцлер Курт фон Шлайхер във вилата му. В Мюнхен 72-годишният Густав фон Кар, който десетилетие по-рано попречва на Бирения пуч на Хитлер, е измъкнат от дома си и убит е захвърлен в тресавище. Пред обществеността кръвта е оправдана с това, че в момент, когато е била заплашена сигурността на държавата, Хитлер е трябвало да действа като „върховен съдия в защита на немския народ“. 
Кабинетът на Хитлер легализира убийствата на 3 юли 1934 г. със Закона за държавната самоотбрана като „потушаване на предателски нападения“. Търсеният резултат е постигнат. Адолф Хитлер вече е неоспоримият диктатор на Третия Райх. „Нощта на дългите ножове“ е от важност и за един друг лидер – Хайнрих Химлер. Ръководителят на СС взима дейно участие в ликвидирането на „преврата“ и е възнаграден от върховния си господар с получаване на независимост на елитната му организация, която преди това формално се намира под управлението на СА. На 13 юли 1934 г. Хитлер отново обещава на Райхсвера, че ще остане единственият оръженосец в държавата.
Управлението на страната по традиционните закони приключва. След смъртта на Паул фон Хинденбург на 2 август 1934 г. Хитлер обединява двете върховни държавни длъжности на райхсканцлер и райхспрезидент в една. Всички офицери от армията са задължени да положат клетва за вярност не към конституцията, а към Фюрера. Обединяването на длъжностите от „фюрера и райхсканцлера Адолф Хитлер“ е узаконено с допитване до народа на 19 август 1934 г. – 90 % от гласоподавателите дават подкрепата си за диктатора.
От този момент нататък Хитлер обръща малко внимание на вътрешните боричкания за власт. В широки линии той прави ясна политиката си пред подчинените му с разбирането, че те ще продължат системата на терор, която да задържи режима. Всеки от големите (след Фюрера, разбира се), без значение дали името му е Гьоринг, Гьобелс, Химлер или друго, получава извънредна власт в своята сфера на дейност и създава своя специална служба. Хитлер внимателно наблюдава развитието им и вижда, че нито една от тези организации не е достатъчно силна, за да заплаши авторитета му. 
Заседанията на кабинета стават все по-малoважни. Министрите се срещат дванадесет пъти през 1935 г., шест пъти през 1937 г. и последно се срещат на 5 февруари 1938 г. До 1935 г. Хитлер се придържа към донякъде подреден ежедневен режим в канцлерството на Стария райх: сутрешни срещи от 10 часа сутринта с Ханс Хайнрих Ламерс, Ото Майснер, Валтер Функ и различни министри, обяд в 13 или 14 часа и следобедни срещи с военни или чуждестранни служители. политически съветници или за предпочитане с Алберт Шпеер относно плановете за строителство. Постепенно Хитлер се отклонява от тази фиксирана ежедневна рутина и се връща към предишния си бохемски начин на живот. По този начин той затруднява помощниците си да получават решения от него като държавен глава. Министрите (с изключение на Гьобелс и Шпеер) вече нямат достъп до Хитлер, освен ако не са имали добър контакт с неговите помощници, които са спечелили толкова много неофициална власт.
Фюрерът насърчава Химлер да изгради система от концентрационни лагери, където да затварят вътрешните си врагове. С Нюрнбергските закони за „защита на германската кръв и на германската чест“ се лишават евреите от граждански права, а на „арийците“ се забраняват бракосъчетанията с евреи. Германия става огромен затворнически лагер. Тайната държавна полиция Гестапо зорко следи за „врагове на държавата“ и ги премахва още в зародиш. Много от заподозрените след залавянето си изчезват безследно, други са хвърлени и бити в затворите до извличане на желаните показания. Престъпления от незаконни задържания до убийства са наречени „политика“ в името на „националната революция“. Нацистите с по-малки членски номера в партийните си книжки (знак за това, че са ранни нейни представители) се ползват с предимство при назначаването им на цивилна служба. Прочути професори са принудени да напуснат постовете си, наследени от некомпетентни поддръжници на нацисткия режим. В Нюрнберг се организират огромни партийни тържества, за да впечатлят и замаят обикновените хора. Пропагандата на Гьобелс прославя Фюрера:
| „             | Свидетели сме на най-великото чудо в историята. Гений гради света!; Гласът му пробуди Германия. Неговите дела ни направиха отново нация!; Той никога не греши! и Той винаги ще е като звезда над нас! | “ |
| Йозеф Гьобелс | |   |

Репресии
След уличния терор на SA във Ваймарската република, идването на Хитлер на власт води до систематично, насилствено преследване на политическите опоненти на NSDAP под лозунга на „национална революция“. От януари 1933 г. SA създава концентрационни лагери. След „Заповедта за пожар в Райхстага“ от 28 февруари 1933 г. държавните интернирания, малтретиране и убийства са засегнали комунисти, социалдемократи, пацифисти, Свидетели на Йехова, консервативни противници на нацистите и други германци, които са изразили критика или са се съпротивлявали, всички евреи. 
През следващите години преследването се разпростира върху различни християнски групи, хора с увреждания, хомосексуалисти, предполагаеми антисоциални хора и „чужди раси“. Хитлер няма цялостен план за държавната „еврейска политика“, но често реагира в кратки срокове на натиска от страна на членовете на NSDAP със законодателни инициативи. Тяхната очевидна цел беше изключването и експулсирането на германските евреи, както е посочено в програмата на NSDAP. Хитлер е пряко замесен в подготовката на „еврейския бойкот” от 1 април 1933 г., но привидно не изглежда пред външния свят като негов инициатор или организатор. Той обсъжда закона, приет на 7 април за възстановяване на професионалната държавна служба (за изключване на „неарийските“ държавни служители) и решава за една по-умерена версия от съображение за политическите условия. В резултат на това много професионални асоциации също изключват евреите. Това е последвано от множество други изключващи стъпки, включително недържавни. Още през 1933 г. Хитлер има предвид последователна гетоизация на евреите и тяхното пространствено изключване: те трябва да бъдат „от всички професии […], затворени на територия, където могат да се забавляват […], докато немците гледат на тях, тъй както се гледат дивите животни.” 
Нюрнбергските закони от 1935 г., които лишават германските евреи от техните граждански права и заплашват „смесените бракове“ и сексуалните отношения между евреи и неевреи със затвор или каторга като „расово оскверняване“, биват инициирани от терора на партийната база и са предназначени да ги задоволяват. Хитлер помага за подготовката му в продължение на месеци, за да може да се обърне към други теми на партийния митинг в Нюрнберг през септември. Той заличава ограничението за „пълноправни евреи“ в проектозакона непосредствено преди да бъде обявен на 15 септември. 
Преследването на евреите остава на заден план през 1936 г. (заради летните и зимните олимпийски игри) и през 1937 г. Но когато на 9 ноември 1938 г. Хитлер научава за смъртта на секретаря на посолството Ернст Едуард фон Рат, който е убит два дни по-рано от Хершел Гринспан, той незабавно се консултира с Гьобелс и го упълномощава да използва опита за убийство като претекст за ноемврийските погроми. Стотици евреи са убити в Германия и Австрия, десетки хиляди са интернирани в концентрационни лагери и лишени от собственост, а хиляди синагоги и еврейски гробища са унищожени. 
След това американският президент Франклин Д. Рузвелт втвърдява тона си към Германия. Хитлер възлага по-нататъшната „еврейска политика“ на Херман Гьоринг, Хайнрих Химлер и Райнхард Хайдрих. Те най-накрая спряха „спонтанния“, неконтролиран уличен терор, като третират „законно“ евреите като престъпници и ги карат да платят за щетите, причинени от ноемврийските погроми чрез „еврейското покаяние“, Хитлер казва в своята реч в Райхстага на шестата годишнина от встъпването си в длъжност на 30 януари 1939 г.:
„Днес искам отново да бъда пророк: Ако международното финансово еврейство във и извън Европа успее да въвлече народите отново в световна война, тогава резултатът няма да бъде болшевизацията на земята и следователно победата на еврейството, но „Унищожението на еврейската раса в Европа.” 
Речта е широко разпространена чрез излъчването си по радиото, в хрониките, в цялата ежедневна преса и в няколко публикации в книги, но в повечето случаи не е разбрана буквално от публиката. Централният пасаж, че една световна война, за която юдаизмът, разбира се, би бил отговорен, ще доведе до физическото унищожение на евреите, е повторен от Хитлер в следващите речи през годините на войната. Той преработва своето „пророчество“ от 30 януари 1939 г. до деня, в който започва войната, и добавя думата „унищожавам“ към речта си. 

#### Начало на териториалните експанзии (1933 – 1939)
Уверен в пълната си власт, Хитлер започва кампанията си по възстановяване на силата на Германия в Европа и постигането на целите, поставил си в „Моята борба“. Първата му задача е да превъоръжи страната. Първо тайно, а по-късно и открито, той започва да нарушава решенията на договора от Версай за невъоръжаване. С огромни военни поръчки и включването на безработните в армията икономиката се подобрява. Подобно на демократичните правителства на Ваймарската република, Хитлер първоначално иска да преразгледа германските териториални загуби и оръжейните ограничения, посочени във Версайския договор от 1919 г. във външната политика, но не само чрез дипломатически напредък, но и с риск от военни конфликти. 
До 1939 г. той многократно публично подчертава желанието си за мир; Всъщност от 1933 г. той се готви за превъоръжаване на Вермахта и боеспособността на Германия, а най-късно от 1937 г. за нападателна война. Според записа на Либман на 3 февруари 1933 г. той обяснява на ръководството на Райхсвера възнамеряваното военно завладяване на „жизнено пространство на Изток“ и вече определя Полша като „вражеска държава“. Въпреки това той публично подчертава желанието си за мир в речта за мир на 17 май 1933 г. пред Райхстага – пропагандна маневра, целяща да успокои противниците на нацисткия режим. Парламентарната група на ГСДП гласува с „да“ при гласуването на тази така наречена мирна реч, което довежда до разрива между ГСДП на Райха и Социалистическия интернационал.
В началото външната му политика (конкордат с Ватикана от 1933 г. и договор за ненападение с Полша от 1934 г.) е привидно миролюбива, за да прикрие агресивните му намерения. През октомври 1933 г. Хитлер оттегля Германия от Обществото на народите (на английски: League of Nations). През март 1934 г. Хитлер увеличава бюджета за отбрана на Германия извън границите определени по Версайския договор. След смъртта на Хинденбург през 1934 г. Хитлер информира генералите, че Германия трябва да е готова за война след пет години. Той подкрепя нацисткия опит за преврат във Виена, при който австрийският канцлер Енгелберт Долфус е убит. След като този опит за преврат се проваля, Хитлер заявява, че Германският райх няма нищо общо с него. Също така през лятото на 1934 г. прави опит да нахлуе в Австрия, но се отказва след като Мусолини изпраща войници на границата да запазят независимостта ѝ. 
През септември 1934 г. неочаквано сключва десетгодишен пакт за ненападение с Полша.На 16 март 1935 г. влиза в сила „законът за изграждането на Вермахта“, а малко по-късно през същата година отново се въвежда всеобщата задължителна военна служба, забранена от Версайския договор. В директно противопоставяне с Версайския договор, Германия започва изграждането на армия от 550 000 души. Великите сили само кротко протестират. Година по-късно, на 7 март Хитлер денонсира договора от Локарно (на немски: Verträge von Locarno) (подписан през 1925 г. между Германия, Франция, Белгия, Великобритания и Италия, регламентиращ границите между първите три след Първата световна война) и праща войски в демилитаризираната зона на Рейнската област (март 1936 г.).
През юли 1936 г. в Испания избухва гражданска война и Хитлер подкрепя генерал Франциско Франко и испанските фашисти. Фюрерът изпраща немския Легион „Кондор“ и своето Луфтвафе (изградено от Гьоринг) на един вид генерална репетиция преди Втората световна война. На бомбардировки са подложени редица испански градове като Герника, което е в нарушение на международното право. На 25 октомври е сключен пактът Рим – Берлин между Германия и Италия с антиболшевишки цели. В този договор Хитлер вижда 115 млн. души, готови да завземат нужното им „жизнено пространство“. Факт става и антикоминтерновския пакт между Райха и Япония. В този период на военна подготовка, съчетан с преориентиране на икономиката към автаркия, Хитлер усвоява техниката на целенасочено мамене на бъдещите си жертви, за да приспи бдителността им с лъжовно усещане за сигурност. Докато се подготвя за война, той неспирно говори за мир:
| „            | Колкото по-голяма е лъжата, толкова повече хора ще повярват в нея. | “ |
| Адолф Хитлер |                                                                    |   |

През януари 1937 г. удължава извънредните си пълномощия с четири години. В края на годината политиката му на експанзия е в пълна готовност. На 5 ноември се състои така наречената конференция Хосбах. На нея пред военните си лидери Хитлер заявява, че смята да разреши проблема с „жизненото пространство“ на Германия „не по-късно от 1943 – 1945 г.“. Прилагайки различни хитрини, той успява да се раздели с двама души от Върховното командване – фелдмаршал Вернер фон Бломберг и генерал-полковник Вернер Фрайхер фон Фрич (аферата Бломберг – Фрич). И двамата са присъствали на споменатата конференция, като са изразили недоволство от агресивната политика на Хитлер. На 13 март 1938 г. Фюрерът присъединява Австрия (Aншлус), след като успява да създаде изкуствена криза в австро-германските отношения, и изпраща войските си там. С плебисцит, ръководен от нацистите, 99,95 % одобряват Aншлуса. Хитлер споделя: „Това е най-гордият час в живота ми.“
По-голямо изпитание за политиката на Адолф Хитлер идва по-късно през 1938 г., когато той подхваща кампания за включването на Судетската област с германско население от Чехословакия в Германия. Това е атака срещу суверенна държава, чиято независимост е гарантирана от Западните сили и по съюзни отношения от Съветския съюз. След бунтове, инспирирани от нацистите вътре в Чехословакия, Хитлер обещава на судетските германци, че няма да ги пренебрегне. Поклащането на сабята изплашва британския премиер-министър Невил Чембърлейн и френския министър-председател Едуард Деладие и те подписват Мюнхенското споразумение. Кризата на Чехословакия е разрешена в полза на Германия. На 1 октомври германски войски навлизат в Судетската област. Тези безкръвни победи издигат значително авторитета на Хитлер сред германците. За по-малко от година той успява да включи в райха население от 10 милиона души. След всяка от тези победи Фюрерът твърди, че няма повече териториални претенции. Някогашният авантюрист от Виена става най-силния диктатор в Европа от времето на Наполеон. Народът му гледа на него като на ненадминат държавник, по-велик дори от Бисмарк, а западните дипломати се страхуват от агресивността му.
Под натиска на Хитлер Йозеф Тисо провъзгласява Първата словашка република през март 1939 г. На 15 март, след подписване на договор за създаването на райхспротекторат Бохемия и Моравия от чехословашкия държавен президент Хаха и външния министър Швалковски, немски войски навлизат в Чехия. Словакия става сателитна държава на Германия. На 23 март 1939 г.  Вермахта навлиза и в Мемелската област на Литва., pрисъединена към Германия. Следващата определена жертва от Хитлер е Полша. Сега той изисква връщането на полския коридор и Данциг, загубени от Версайския договор. В отговор на апела за помощ от страна на Полша, Западните сили гарантират неприкосновеността ѝ. Междувременно Хитлер започва преговори с най-големия си враг – болшевишка Русия. Тази отстъпка от програмата си той оправдава с обещанието от „Моята борба“, че Германия повече няма да води война на два фронта. На 23 август 1939 г. в Москва министрите Рибентроп и Молотов подписват пакт за ненападение с таен „допълнителен протокол за подялбата на Полша“. Това е отговор на Сталин към западните политици, които той подозира, че умишлено насочват Хитлер на изток. По този начин Сталин иска и да спечели време за реорганизация на Червената армия, чиито офицери е убил масово по време на Големия терор (1937 – 1939). В секретния допълнителен протокол към пакта двете страни се договарят за разделянето на Полша и Балтика. Ужасен от този договор Чембърлейн информира Хитлер, че Великобритания няма да се поколебае да изпълни поетите задължения към Полша. Разгневеният Фюрер не отговаря на тези думи, но в частен кръг казва:
| „            | Аз съм на 50 години и предпочитам война сега, отколкото когато съм на 53 или на 60. | “ |
| Адолф Хитлер |                                                                                     |   |

### Държавен глава по време на Втората световна война (1939 – 1945)
Хитлер облича военната си куртка и обявява, че няма да я свали до пълния триумф на Германия. Още на 11 април 1939 г. Хитлер заповядва на командния състав на Вермахта да подготви военно нападение срещу Полша до есента. На 28 април той анулира германо-полския пакт за ненападение и германско-британското военноморско споразумение и иска Свободният град Данциг да бъде анексиран към Германския райх. На 23 май Хитлер обяснява на генералите от Вермахта, че това искане е само претекст за завладяване на „жизнено пространство“, за да могат германците да бъдат самодостатъчни (виж Протокола на Шмунд). И отново на  22 август 1939 г. той обявява „унищожаването на Полша = елиминирането на нейната жива сила“ като своя военна цел и заявява: „Ние ще задържим Запада, докато не завладеем Полша." Нацистката пропаганда все повече твърди за предполагаеми зверства и кланета от поляци срещу така наречените етнически германци и призовава за действия срещу тях. На 28 август германският Вермахт определя датата на атаката на 1 септември. На 31 август в 12:40 ч. Хитлер издава своята „Директива № 1 за водене на война“. В нощта на 31 август срещу 1 септември 1939 г. есесовци, облечени в полски униформи, организират нападение срещу радиостанция Глайвиц в Силезия. От 4:45 часа сутринта германският боен кораб Шлезвиг-Холщайн обстрелва полските позиции на Данциг-Вестерплате. С тази атака започва германската инвазия в Полша, чрез която Хитлер отприщва Втората световна война.
На 1 септември Хитлер съвсем невярно твърди в радиопредаваната си реч пред Райхстага, че Полша е нападнала Германия и че Германия „отвръща на огъня“ от 5:45 сутринта. На 3 септември Франция и Великобритания обявяват война на Германия в съответствие със съюзните си договори с Полша, но без да започват свои собствени военни действия срещу Германия. На 18 септември по-голямата част от полските войски са обкръжени, след като Червената армия е започнала нахлуването си в източна Полша ден преди това. Варшава се предава на 27 септември. Хитлер участва в парада на 8-а армия тук на 5 октомври.
Фюрерът настоява, „че не е нито във война, нито в състояние на мир“ – измислица, която цели да му даде възможност за инициатива и на бойното поле, и в дипломатически план. В специална реч пред Райхстага на 6 октомври 1939 г. той предлага мир на Великобритания и Франция и прави това като „последно предложение“. Всички осъзнават, че в сегашното положение на нещата на тези думи не може да се вярва. Месец по-късно, на честването на годишнината от Бирения пуч, Хитлер казва, че е дал нареждания за воденето на петгодишна война, която ще завърши с успех за Третия Райх.
По време на германо-полската война загиват около 66 000 полски и 17 000 германски войници. Специално сформирани оперативни групи на полицията за сигурност и SD, войници на Вермахта и части от етнически германци убиват около 16 400 поляци в полската кампания и около 60 000 поляци до края на годината, включително около 7 000 евреи. Те искат да експулсират колкото се може повече от двата милиона полски евреи в окупираната от Съветския съюз Източна Полша. От октомври 1939 г. нататък евреите са депортирани в отдалечени полски райони. Въпреки че това е прекратено през март 1940 г. след местни протести, тези акции послужват като изпитан модел за всеобхватни планове за депортиране през следващите години, като плана за Мадагаскар (неосъществим след кампанията на Запад), желаната последица от който трябва да бъде унищожаване на европейските евреи
В обръщението си към главнокомандващите на 23 ноември 1939 г. Хитлер обявява, че ще атакува Западна Европа „в най-подходящия и удобен момент“. През зимата на 1939 – 1940 г. тече т. нар. „Странна война“ (на немски: Sitzkrieg). Нито Хитлер, нито западните му врагове предприемат атака. Французите стоят зад укрепената защитна „Линия „Мажино“ (на френски: Ligne Maginot), а британците обсипват Германия с позиви. В обръщението си по повод новата година Хитлер заявява, че се бори за нов ред в Европа. През март той се среща със съюзника си Мусолини в Бренер Пас, за да му разкрие плановете си. Внезапно на 9 април немските войски атакуват Дания и Норвегия в операция „Юбунг“, с обяснението, че британците са поставили мини в норвежки води. Двете държави са завладени от 9 април до 10 юни. Месец по-късно Хитлер изпраща войските си на „Светкавична война“ (на немски: Blitzkrieg) (нова военна тактика, разчитаща на подвижност и лекота на военните сили. При нея се прави концентриран удар от армия, съдържаща всякакъв тип войскови части в дълбочина на противниковата територия, което води до объркване защитаващите се. За подобен тип действия от важност е продоволственото снабдяване и отличното сработване между отделните части.) в Белгия, Нидерландия, Люксембург и Франция.
| „ | Тази война ще реши съдбата на Германия за хиляда години напред, казва Хитлер. | “ |

От 10 май до 25 юни Вермахтът окупира Люксембург, Белгия и Холандия в западната кампания.  
На 22 юни 1940 г. триумфиращият Фюрер принуждава Франция да подпише примирие в същия вагон в Компиен, където през 1918 г. Германия е трябвала да склони глава. На следващия ден Хитлер и неговият антураж посещават Париж рано сутринта. Хитлер се завръща в Берлин като героичен завоевател. Събитията от последните седмици затвърждават вярата у обикновените германци в гения на Адолф Хитлер. На него е отдадена главната заслуга за планирането на блестящата военна кампания. За съюзниците тя е катастрофално поражение. На 24 май обаче Хитлер заповядва на двата танкови корпуса да прекратят настъплението си към обкръжената британска армия при Дюнкерк, което прави възможно т. нар. „чудо на Дюнкерк“, т.е. прехвърлянето през Ламанша на преобладаващото мнозинство от обкръжената армия. Генерал Гюнтер Блументрит, началник на оперативния отдел на армейска група, присъствал на срещата между Хитлер и маршал Герд фон Рундщет часове преди издаването на заповедта за прекратяването на танковото настъпление, е оставил следното описание:
| “ | Хитлер бе в много добро настроение и изказа мнението, че войната може да приключи за 6 седмици. След това той ще сключи приемлив мир с Франция и пътят ще бъде свободен за едно споразумение с Англия. След това той ни удиви като започна да говори с възхищение за Британската империя, за необходимостта да бъде продължено нейното съществуване и за цивилизацията, която Великобритания е дала на света... Каза също, че единственото нещо, което желае от Великобритания е да признае ръководната рола на Германия на континента. Връщането на германските колонии би било желателно, но не съществено... Той приключи с изявлението, че неговата цел е да сключи мир с Великобритания върху основа, която не би била несъвместима с нейната чест и която тя би могла да приеме. | ” |

Прекратяването на танковото насъпление позволява на Кралския флот да евакуира над 224 000 британски и почти 112 000 френски и белгийски войници през Ламанша по време на операция „Динамо“. Съюзниците трябва да оставят оръжия и военни материали, но ядрото на британската армия остава поради заповедта на Хитлер да спре настъплението. На 10 май 1940 г. Уинстън Чърчил, категоричен противник на умиротворяването от 1933 г., става новият британски министър-председател.
Сред британските политици, готови да намерят общ език с Хитлер, най-активен е лорд Халифакс. На 28 май 1940 г. той заявява на Чърчил, че няма друга алтернатива за Великобритания освен прекратяването на военните действия и сключването на мир с Хитлер. Единственото, което Халифакс очаква от фюрера, е да направи „ново и по-великодушно предложение“. На 19 юли 1940 г. Чърчил незабавно и окончателно отхвърля публичното предложение на Хитлер за примирие чрез Би Би Си. И следващата стъпка на Фюрера е да подчини Великобритания чрез въздушни бомбардировки, последвани от инвазия в т. нар. операция „Морски лъв“ (на немски: „Seelöwe“). Очакваното падане на Англия от нацистите не се материализира, защото Кралските въздушни сили спират Хитлеровите Луфтвафе-армади. На 15 август 1940 г. британците успяват да свалят 180 немски самолети. Без въздушен контрол нахлуването във Великобритания е невъзможно. На 19 юли 1940 г. той незабавно и окончателно отхвърля публичното предложение на Хитлер за примирие чрез Би Би Си. Битката за Британия (10 юли – 31 октомври 1940 г.), която завършва във военна безизходица, е политическо и стратегическо поражение за Хитлер, който за първи път не успява да наложи волята си на някоя страна. Опитите на Хитлер да убеди Испания и френския режим на Виши да влязат във войната срещу Великобритания също се провалят. На 23 октомври 1940 г. той се среща с испанския „каудильо“ Франко в Андай. Предвиждайки, че ще бъде благодарен за германската помощ в Испанската гражданска война, Хитлер предлага незабавно сключване на съюз и влизане на Испания във войната през януари 1941 г. Въпреки това, той не иска да се поддаде на испанските териториални желания в Северна Африка (френско Мароко, провинция Оран) от съображение към Франция на Виши. Освен това, за разлика от Германия, Великобритания успява да достави на Испания въглища, каучук, памук и жизненоважна пшеница, което спасява страната от икономически колапс през лятото на 1940 г. Затова предпазливият Франко не си позволява необмислени стъпки, например да атакува Гибралтар и е готов да се съгласи само с протокол, според който по-късното влизане във войната трябва да бъде договорено заедно. Това означава, че споразумението е практически безполезно за Хитлер. Във вътрешния си кръг той по-късно „беснее“ за „йезуитската свиня“ и „фалшивата гордост на испанеца“. По време на пътуването до Андай Хитлер вече се е срещнал в Монтоар сюр льо Луар на 22 октомври 1940 г. за неформален разговор с френския външен министър Пиер Лавал, защитник на сътрудничеството с Германия. Един ден след срещата с Франко, Хитлер отново пристига в Монтоар, този път за разговори с маршал Петен, държавен глава на окупираната от юни Франция. Неговото намерение е да постигне, ако не обявяване на война от Франция на Великобритания, то поне защитата на френските колонии в Северна Африка и Близкия изток срещу атаките на Свободните сили на Франция (Шарл дьо Гол) и британците. Франция би могла да бъде напълно компенсирана, ако притежаваните от Англия африкански колонии бъдат преразпределени. Петен и външният министър Лавал повтарят, че степента на сътрудничество на Франция с Германия зависи от щедрото отношение и придобиването на колониални територии в случай на мирно споразумение. Хитлер не предлага нищо конкретно на Петен и обратно, Петен не обещава конкретно активна подкрепа. „Резултатът“, казва Иън Кершоу, „следователно беше безсмислен.“ Хенри Русо посочва, че въпреки това последствията са били широкообхватни. Макар и разочарован, Петен обявява в реч на 30 октомври 1940 г., че ще тръгне по „пътя на сътрудничество“ и инициира промяната от внимателно към активно сътрудничество между неговия режим и окупационната власт. Хитлер в крайна сметка се отказа от плана да изтласка Великобритания от Средиземно море (Гибралтар, Малта, Египет). Според него сериозните конфликти на интереси между Испания, Франция и Италия в средиземноморския регион не могат да бъдат преодолени, така че стратегия, насочена към Великобритания, няма да бъде от голяма полза за победата над този враг и по този начин за възпиране на САЩ от евентуално навлизане във войната през 1941 г. 
Материалните изисквания за други два варианта, стратегическа въздушна война или обсадна война срещу Великобритания, липсват: ескадрила от тежки бомбардировачи или силен флот. Четвъртият вариант, нахлуване на Британските острови, е предпочитан от командването на армията. Хитлер обаче вижда победата над Съветския съюз, към която вече се стреми по идеологически и расови причини, като най-сигурния начин Германският райх да стане непобедим от САЩ и Великобритания. Според Иън Кършоу той и неговият режим „имаха само един избор през 1940 г.: да продължат да играят и както винаги, да направят смелата крачка напред.“
Войната с СССР
Погледът на Хитлер се обръща на изток. Мусолини раздразнен, че е бил пренебрегнат от плановете на Фюрера, нахлува в Гърция, но очевидният му провал там налага Хитлер да концентрира вниманието си на Балканите и Северна Африка. На 6 април 1941 г. той атакува Гърция и Югославия, а след това изпраща Африканския си корпус, забързан към Египет. На 10 май 1941 г. Хитлер изпраща Рудолф Хес, заместник-фюрера, във Великобритания с подробен мирен договор, според който Германия ще се изтегли от Западна Европа в замяна на британски неутралитет за предстоящото нападение срещу Съветския съюз.
След победата над Франция Хитлер достига върха на своята популярност сред германците. Според изявление на генерал-полковник Вилхелм Кайтел, нацистката пропаганда го е стилизирала като „най-великия генерал на всички времена“, чийто гений е изобретил така наречената „стратегия на блицкриг“ и е довел до бързи победи. Самият Хитлер също е убеден в своите военни способности. Следователно, за разлика от Сталин, той многократно се намесва в оперативните решения на армията и все повече лишава от власт генералния щаб, особено върховното командване на армията. Той също така е на мнение, че войната срещу Съветския съюз би била „детска игра на пясъка“ в сравнение със западната кампания. Хитлер споделя това свое презрение към съветския военен потенциал със своите командири; защото явно разузнавателните сведения за Съветската армия са недостатъчни. Всичко това ще се окаже пагубно за германската война в хода на руската кампания.
От 12 до 14 ноември 1940 г. в Берлин се състоят Германско-съветски преговори за влизане на СССР в Оста между съветския външен министър Вячеслав Молотов, Хитлер и германския външен министър Йоахим фон Рибентроп. Министерството на икономиката информира Хитлер през 1940 г., че доставките на съветски суровини, договорени в пакта Хитлер – Сталин, които Германия вече едва успява да плати, няма да бъдат достатъчни за водене на дълга война срещу Великобритания и вероятно САЩ. По този начин намерението му да атакува Съветския съюз в близко бъдеще е подсилено и споделяно от мнозина във висшите кръгове на Вермахта, големия бизнес и министерската бюрокрация. Целта на Хитлер е „голяма империя, устойчива на блокада“ до Урал и отвъд Кавказ. На 21 юли 1940 г. Хитлер казва на среща с Валтер фон Браухич, че неговата военна цел е да „вземе руската земя в свои ръце“ до степен, в която може да предотврати вражески въздушни нападения над Берлин и силезийската индустриална зона. С това той оправдава войната на два фронта. Десет дни по-късно, в Бергхоф, той обсъжда планираната кампания срещу Съветския съюз в кръг от висши генерали: Ако Русия бъде победена, тогава последната надежда на Англия ще бъде унищожена. Той посочва следните политически цели: „Украйна, Беларус, балтийските държави за нас. Финландия до Бяло море.“ Във военно отношение е планирана линия на фронта от Архангелск на север по протежение на Волга до Астрахан при устието ѝ. 
На 12 и 13 ноември 1940 г. съветският външен министър Молотов посещава Берлин. Тази среща също остава неубедителна, защото според мнението на Хитлер териториалните интереси на Германия и Съветския съюз не са съвместими един с друг. След това той е по-убеден от всякога, че „унищожаването“ на Съветския съюз в светкавична кампания е единственият начин да се спечели войната. Затова той инструктира Браухич и Франц Халдер на 5 декември 1940 г. да подготвят армията за нападение срещу Съветския съюз в края на май следващата година. На 18 декември 1940 г. той издава своите официални инструкции за oперация „Барбароса“ за „сваляне на Съветска Русия в бърза кампания преди края на войната срещу Англия“. През следващите месеци той издава Заповедта за комисаря и други заповеди за убиване на съветския ръководен елит на фронта и за борба с партизанските действия чрез актове на репресии срещу цивилни. На 30 март 1941 г. пред над 200 висши офицери от Вермахта в Новата райхсканцлерия той заявява, че предстоящата война е расово-идеологическа война на изтребление и че трябва да се води без оглед на нормите на международното военно право. Командирите ще трябва да преодолеят всякакви лични скрупули. Никой от присъстващите не се възползва от възможността да обсъди отново исканията на Хитлер. След това OKW и OKH издават съответните оперативни заповеди. В допълнение, планът за блицкриг предвижда гладуване на голяма част от съветското население. Трябваше да оцелеят само онези, които са необходими за осигуряване на суровини и храна в окупираните райони. Останалите са смятани за безполезни ядящи, които натоварват немския хранителен баланс.
Хитлер прави най-критичното си решение. Той има 250 германски дивизии и разполага с още 100 от сателитните държави. Фюрерът напада Съветския съюз с увереността, че това му приключение ще приключи с успех в рамките на шест седмици. Надява се да раздели Русия от западните ѝ съюзници с личния си антиболшевишки кръстоносен поход. След едномесечно забавяне поради Балканската кампания, Вермахтът нахлува в Съветския съюз на 22 юни 1941 г. по заповед на Хитлер без официално обявяване на война. В 5:30 сутринта Гьобелс прочита дълго подготвяна прокламация на Хитлер по всички германски радиостанции. В същото време идентична заповед е издадена на „войниците от Източния фронт“. Министерството на външните работи изпраща нота до Съветския съюз в ранните часове на сутринта, като посочва причините за предполагаемите „военни контрамерки“ (Непосредствено след германското нахлуване в СССР Адолф Хитлер излага тезата, че Червената армия е направила обширни приготовления за офанзивна война в Европа, оправдавайки по този начин германското нападение като превантивен удар. ). 
По изрична заповед на Хитлер думата „обявяване на война“ е избегната, въпреки че де факто не е нищо друго освен обявяване на война. Всички тези документи имат пропаганден характер и по същество съдържат твърдението, че Германия само е предотвратила плановете за съветска агресия. Хитлер е представен като спасител на Запада от „азиатското варварство“ и унищожаващия културата „(еврейски) болшевизъм“. Много генерали от Вермахта се придържат към тази теза за превантивна война много след 1945 г. За разлика от това, историците подчертават намеренията на Хитлер, които той излага във втория том на Mein Kampf през 1927 г. и които многократно повтаря от 1933 г. насам: Той искаше да завладее Съветския съюз, за да „разшири жизненото пространство или суровините и хранителната база“ на германците. Напълно да унищожи световното еврейство и да експлоатира населението на завладените области като робски труд, или също да ги унищожи. По време на Ленинградската блокада от септември 1941 г. до януари 1944 г. около 1,1 милиона души умират от глад в тогавашния Ленинград, като последица от германския „План за глада“. С нахлуването на немските войски се дава началото на операция „Барбароса“ – нахлуват в СССР на фронт простиращ се от Балтика до Черно море. В началото Хитлер има успех – войските му преминават две трети от разстоянието до Москва за 26 дни. Руснаците отстъпват, използвайки стратегията на дълбока защита.
Въпреки победоносните битки за обкръжение, планът „Барбароса“ вече се е провалил през август 1941 г., тъй като големи части от противника са избягали от битките за обкръжаване и са се прегрупирали, ефектът на изненадата е отслабнал, немските загуби са се увеличили и Хитлеровите „зигзаги на заповедите“ за формиране на приоритетите в Група армии „Център“ и група армии „Юг“ се натрупват. Германското настъпление спира от октомври 1941 г. Съветският съюз успява да продължи голяма част от оръжейното си производство на изток от Урал и да насочи нови дивизии към своя западен фронт. Съветската армия е силно подценена, а германската логистика за завладяването на такава голяма страна е недостатъчна. На конференция в Берлин на 29 ноември 1941 г. Валтер Роланд докладва на Хитлер и OKW за превъзходството на съветското производство на танкове. Според него министърът на въоръженията Фриц Тод казал на малка група: „Тази война вече не може да бъде спечелена с военни средства!“, Хитлер попитал как трябва да я прекрати и отхвърля политическото решение като едва невъзможно и изключено.
Атаката срещу Москва (започнала на 2 октомври) е последният импровизиран опит на Хитлер да разгроми Съветския съюз преди зимата. Но от средата на октомври нататък проливните дъждове и по-късно силните студове (−22 °C) довеждат до спиране на всички операции. Оборудването на германската армия за Зимната война и доставките за група армии „Център“ са напълно недостатъчни. Въпреки това Хитлер твърди, че Червената армия е на ръба на краха и иска да обсади и да умори от глад Москва. На 5 декември настъплението трябва да бъде спряно на 20 км от Москва поради арктическите температури от −40 до −50 °C и липсата на доставки на оръжие, храна и зимно оборудване. На следващия ден съветската контраатака започва със 100 дивизии, включително свежи единици от Далечния изток, оборудвани за зимната война, което принуждава групата армии „Център“ да отстъпи. 
Отстъплението заплашва да се превърне в безнадеждно бягство. В тази опасна ситуация Хитлер забранява всякакво по-нататъшно отстъпление на 15 и 19 декември 1941 г. и разрешава движение за избягване само [...], когато позицията е била подготвена по-назад. Тази заповед „потенциално и временно допринесе за избягването на катастрофа от наполеонови размери“. На 19 декември 1941 г., след неуспеха при Москва, Хитлер уволнява главнокомандващия фелдмаршал Валтер фон Браухич и сам поема контрола на всички военни операции. Хитлер е убеден, че: „Всеки може да направи малко оперативно ръководство.“ Но ако Хитлер е по-гъвкав, Източният фронт вероятно щеше да бъде консолидиран до края на януари 1942 г. с по-малко жертви. Германските загуби в битката за Москва, 581 000 войници, са по-големи от тези при Сталинград и Курск през следващата година. Съветският съюз губи 1,8 милиона войници. Поражението пред Москва се смята за повратна точка в световната война, защото слага край на поредицата от германски светкавични войни. Според Йодл Хитлер разбира това веднага.
По това време САЩ влиза във войната (след японското нападение срещу американския флот край Пърл Харбър на 7 декември) и вече четири пети от света се изправят срещу националсоциалистическа Германия.
Новогодишното слово на Хитлер от 1942 г. показва значителен спад на предишното му еуфорично настроение и непоклатима увереност. Армиите му все още печелят победи в Украйна и Северна Африка, но силният тласък на „светкавичната война“ е загубил ефективността си. Фюрерът се оттегля във военния си щаб, където все по-често стига до разправии с военните си съветници относно тактиката и стратегията. Той продължава да прави погрешни преценки. На германо-съветския фронт хазартно сменя обектите си на прицел или нарежда на войските си да не отстъпват и да продължават да се бият дори когато положението им е безнадеждно. Пренебрегва средиземноморската област във време, в което сравнително малко допълнителни усилия могат да донесат решаващи резултати.
Междувременно Фюрерът обръща все по-малко и по-малко внимание на политиката и дипломацията. Той нарежда на Хайнрих Химлер да подготви скелета на „Новия ред“ за Европа, състояща се от анексираните от Третия Райх страни, териториите на Чехословакия и Полша, Франция и Белгия с нацистките им губернатори и Норвегия и Холандия в свободен съюз. Във всички окупирани страни се създават силни съпротивителни движения, които Хитлер има намерение да срази със същите терористични средства, използвани в Германия. В Третия Райх са вкарани огромен брой чужди работници от окупираните земи, за да работят по осигуряването на армията. Хитлер нарежда на Химлер да разшири концентрационните и изтребителните лагери, да работи тясно с дисидентите от отделните страни и да очисти териториите за арийската раса, унищожавайки евреите и другите „долни“ елементи.
Повратният момент във войната идва през есента на 1942 г. По това време фелдмаршал Ервин Ромел е разгромен при Ел Аламейн. През ноември 6-а армия на Хитлер, командвана от фелдмаршал Фридрих Паулус, е спряна и започва да се срива пред Сталинград. „Няма да напусна Волга“, казва Хитлер и нарежда 6-а армия да не отстъпва. Той публично е обещал, че ще завладее Сталинград, но позволява армиите му да кървят до смърт в стремеж да изкупи залога си. Дотогава Хитлер постига всички цели, поставил си сам. Сега вече не говори толкова за победа, колкото за това, че враговете му не могат да го победят. Оттегля се в свой илюзорен свят и се изолира от всички, които се опитват да го предупредят за резултатите от пораженията. Здравето му започва да се влошава след все по-силната му зависимост от инжекциите, правени от д-р Теодор Морел. Тялото му рухва, удавено от съмнителните лекарства на смятания от специалистите за шарлатанин лекар. Дните на слава за Хитлер безвъзвратно изтичат.
Холокоста
Войната за унищожение срещу Съветския съюз и ескалацията в Холокоста вървят ръка за ръка. Според инструкциите на Хайдрих от 2 юли 1941 г. четирите специални групи на СС трябва да разстрелват комунистически служители, „радикални елементи“ (партизани) и „всички евреи на партийни и държавни длъжности“. Скоро всички евреи, които могат да бъдат открити, са убити безразборно като предполагаеми партизани – първоначално предимно мъже, а след това също еврейски жени и деца. На 16 юли 1941 г. Хитлер приветства съветската партизанска война пред високопоставени нацистки служители: „... тя ни дава възможност да изкореним онова, което стои срещу нас.“ Той възлага на Химлер и ръководството на SS, полицията и SD тази убийствена задача на изток. Химлер веднага увеличава оперативните групи от 3000 на 33 000 души. Хитлер получава редовни доклади за техните резултати след 1 август. През първите пет месеца от източната кампания те убиват приблизително 500 000 евреи.
На 19 август Хитлер одобрява предложението на Гьобелс да принуди германските евреи след полските, да носят еврейската звезда. Около 17 септември 1941 г., по настояване на много гаулайтери, той разрешава да започне депортирането на германските евреи на изток, което преди това е искал да започне само след победата над Съветския съюз. По този начин той отговаря на предложението на Алфред Розенберг да отмъсти за депортирането на немците от Волга от Сталин. На 25 октомври Хитлер при раговор със своите приближени се връща към изявлението си от 30 януари 1939 г., че ще унищожи евреите в случай на нова световна война като отмъщение за германските жертви на войната: „Тази раса от престъпници има два милиона мъртви от световната война да тежат на тяхната съвест, сега отново стотици хиляди. Не ми казвай: Не можем да ги пратим в калта! […] Добре е, ако терорът ги изпревари, като унищожи юдаизма.” 
На 12 декември 1941 г., ден след обявяването на война на САЩ, Хитлер казал, според бележките на Гьобелс, на ръководителите на Гау и Райха, поканени в канцлерството на Новия райх: „Световната война е тук, унищожаването на юдаизма трябва да бъде необходимото следствие.“ Евреите ще трябва да платят с живота си за жертвите сред германските войници в „Източната кампания“. Присъстващите, включително Ханс Франк, разират изявлението на Хитлер като призив да се спре депортирането на европейските евреи, а по-скоро те да се избиват в окупирана Полша и да се търсят подходящи методи за това. На 18 декември 1941 г. Химлер отбелязва в служебния си календар, че в отговор на неговите запитвания Хитлер е потвърдил предишните действия на оперативните групи и е наредил: „Еврейският въпрос  да бъде ликвидиран като партизанския.“ Хитлер оторизира заповедта на Гьоринг до Райнхард Хайдрих на 31 юли 1941 г. за „цялостното решение на еврейския въпрос“ и също така нарежда конференцията във Ванзее на 20 януари 1942 г., на която Хайдрих обяснява заповедта така: целта е да се депортират 11 милиона европейски евреи на изток, тяхната „естествена деградация“ чрез робски труд и „подходящо отношение“ към оцелелите. Правейки това, той описва намерението за унищожение на езика на нацисткия режим. От март 1942 г. в окупирана Полша са пуснати в експлоатация три лагера за унищожаване, за да се „изчистят“ вече пренаселените еврейски гета за следващите депортирани. Убийствата на депортираните започват веднага след пристигането им в газовите камери. Това засяга евреите и ромите.
Писмена заповед за Холокоста от Хитлер не е открита и се счита за малко вероятна. Някои историци тълкуват изявлението му от 12 декември 1941 г. като решение за разширяване на убийствата на евреи в цяла Европа или най-малкото като важна стъпка в ескалацията на Холокоста. Хитлер обаче не е инициирал това сам и не го е наредил на една дата. Съвременни свидетели документират устни заповеди от Хитлер за извършване на убийството на евреи. В края на декември 1941 г. – няколко седмици преди конференцията във Ванзее за систематичното унищожаване на евреи – държавният секретар Вилхелм Щукарт успешно се позовава на заповед на фюрера, когато е на път да бъде уволнен за нареждане на убийството на евреи. В писма и речи до подчинени, като Позенови речи от 1943 г., Хайнрих Химлер многократно говори за наложената му заповед от Хитлер за „окончателното решение“ и записва специалните инструкции на Хитлер за това в личните си бележки. От януари 1942 г. нататък самият Хитлер публично заявява няколко пъти, че неговото „пророчество“ от януари 1939 г. сега се „изпълнява“. Следователно в дневник от 27 март 1942 г. Гьобелс го описва като „непоколебим защитник и говорител за радикално решение“ на „еврейския въпрос“.
На 7 октомври 1942 г. Хитлер е информиран лично от Одило Глобокник за убийството на евреи в четири лагера за унищожение, а през март 1943 г. той получава доклада на Корхер за убийството (описано като „евакуация“ и „специално отношение“) на 2,5 (всъщност над три) милиона евреи. След края на войната нацистки престъпници като Рудолф Хьос и Адолф Айхман свидетелстват за заповедта на Хитлер през лятото или есента на 1941 г. за унищожаване на евреите. В разгара на Сталинградската битка, на 8 ноември 1942 г., в мюнхенския Льовенсбройкелер, Хитлер си припомня своето „пророчество“ за евреите за четвърти път през тази година точно тъй както е отхвърлил всички компромиси и предложения за мир към външни врагове. Резултатът от „международната световна война“ ще бъде „унищожаването на еврейството в Европа“. 

#### Обрат на войната (1943)
Нежелаещ да признае поражението, Хитлер нарежда пълна мобилизация на германската икономика във финален опит да се спаси от затрудненото положение. Измъчва го криза след криза. През юли 1943 г. в Италия пада режимът на Мусолини и Хитлер поема отговорността да го възстанови. Той се надява, че ужасяващите бомбардировки от съюзниците над немските градове ще разпалят още повече бойния дух на народа му.
| „            | Германия никога няма да капитулира. Тя ще продължи да се бие и след финалния час. | “ |
| Адолф Хитлер |                                                                                   |   |

Ударите започват да се сипят по фюрера от всички страни. Съюзниците разбиват войските му в Северна Африка. В Русия германските войници биват изтласкани от градче на градче чак до териториите на родината им. Англо-американските сили нахлуват в Сицилия, а после и в континентална Италия, достигайки Неапол на 1 октомври 1943 г. и Рим на 4 юни 1944 г. На 6 юни започва най-важното събитие за 1944 г. – инвазията на съюзниците във Франция. Един от най-забележителните походи във военната история, успели да изненадат противника. Скоро милиони съюзнически войници изтласкват Германия на изток, подминавайки Париж и разкъсвайки германците на части чрез свой вариант на „светкавична война“. Хитлер е хванат в гигантски капан, когато съюзническите войски преминават Рейн, а руснаците методично настъпват от изток. Луфтвафе на Гьоринг не е в състояние да защити немските градове и индустриалните центрове от бомбите на съюзниците. Проваля се и кампанията на подводниците.
Всички тези фактори в отчайващата военна ситуация окуражават противниците на Хитлер вътре в Германия да действат. Критиката към фюрера преминава през няколко етапа – опозиция, съпротива и конспирация. Различните малки и слаби германски опозиционни групи никога не се организират в силно масово движение. Те нямат силата на нелегалните бойци против нацизма в окупираните страни. И все пак немската съпротива прави няколко опита да ликвидира Хитлер. На 20 юли 1944 г. много на брой висши военни и цивилни, сред които фелдмаршал Ервин фон Вицлебен, Карл Фридрих Гьорделер (кмет на Лайпциг) и 37-годишният полковник граф Клаус Шенк фон Щауфенберг привеждат в изпълнение дълго плануван заговор в щабквартирата на фюрера на изток. Оцелявайки след взрив на бомба (поставена от Щауфенберг) и само с няколко незначителни наранявания, Хитлер яростно си отмъщава на конспираторите.
През 1944 г. е организиран и последният атентат срещу фюрера, който също бил неуспешен. Хитлер останал жив и в този опит за свалянето му от власт. След опита за покушение, той не могъл да стои дълго на крака.
Веднага след атентата той издал наредба на все още подчинените му да хванат заговорниците и да ги подложат на унизителни мъчения, като едновременно да заснемат филм. След това той лично гледал филма с безскрупулните мъчения.

#### Смърт (1945)
Безнадеждно губейки войната, Хитлер премества щаба си в Берлин. В бункера, изграден под градината на канцлерството, прекарва последните си дни. Сред лакеите си нацисткият диктатор изиграва последното действие на своя живот. Той прекарва часове пред огромни военни карти, премествайки цветни карфици, обозначаващи несъществуващи вече бойни части. Хитлер е в състояние на пълно нервно изтощение – въпреки че е само на 56 г., той изглежда преждевременно състарен. Здравословното му състояние след грижите на съмнителни лекари дори се влошава още повече. С изключение на Гьобелс, Мартин Борман, секретарките му и още няколко души, подчинените му го напускат. Хитлер осъжда Гьоринг за опит да заграби водачеството му и Химлер, който търси начини за преговори със съюзниците. Алберт Шпеер, райхсминистърът по въоръжаването и военната продукция, отказва да изпълнява политиката му на опожарена земя (унищожение на промишлената структура на предстоящите на овладяване от противника земи). Най-сетне осъзнал, че е победен, Хитлер решава да напусне света, жертвайки се във „Вагнеров стил“. Той казва, че Германия, също като него, трябва да предприеме самоубийство, защото германците не са достойни за гения му и са загубили борбата за своя живот. Остава да свърши още само две неща. В ранните часове на 29 април 1945 г. той се оженва за метресата си Ева Браун и веднага след това диктува личното си и политическото си завещание, в които се опитва да оправдае живота и дейността си. На следващия ден се оттегля в апартамента си и се застрелва, а Ева поема отрова. В съгласие с нарежданията му телата им са залети с бензин и изгорени в градината на канцлерството.

### Последици за Германия от политиката на Адолф Хитлер
Предизвиканото от късогледата политика на победилите в Първата световна война Великобритания и Франция дълбоко негодувание у победените народи, съчетано с глобалния икономически крах след Голямата депресия и загубата на доверие към политическите партии, в Германия е оглавено от националсоциалистите водени от А. Хитлер.
Той бързо печели подкрепа в страната. Успешно овладява ширещите се хиперинфлация и спекула, намалява 6 пъти нивото на безработицата и тя пада под 1,5 %. С трудовото законодателство от 20 януари 1934 г. пръв в Европа въвежда 40-часова, петдневна работна седмица с платен годишен отпуск от 12 до 21 дни за работниците и нормиран трудов ден, дори създава семеен народен автомобил („Volkswagen“ – „Фолксваген“) – прототипът на известната „костенурка“ на Фолксваген, впечатляващо е изграждането на аутобаните, на язовири, жп линии, най-крупните в немската история социални и държавни проекти и строежи, възраждането на националната индустрия и армията. Неговата репутация продължава да расте и с Летните олимпийски игри през 1936, които се провеждат едновременно в Берлин и в Гармиш-Партенкирхен и са поредния голям успех за режима. Възстановяването на немския суверенитет над окупираните Рурска област и Саарланд, безкръвното обединение с Австрия, присъединяването на населените с немци Судети и Мемел я правят неоспорима. Най-високо значим външнополитически успех е пактът с СССР в 1939 г. който окончателно възвръща позицията на страната като световна велика сила.
Всичко това обаче, с погазването на пакта със СССР и нападението над Русия, А. Хитлер успява бързо да проиграе, да доведе германският народ и държава до ръба на унищожението и да го тласне заедно с другите европейски народи в такава кървава катастрофа, каквато никога дотогава не се е случвала.
След 1933 г. нацисткият режим избива между 500 000 и 750 000 немски граждани. Във войната германците дават убити  към 3,5 млн. военни чинове, жертвите сред цивилното население до 9.V.1945 г. надхвърлят 1,56 милиона, в съветски и съюзнически плен загиват още 3,342 милиона. Общо най-малко 9 232 000, т.е. минимум 13,5 % от немците, губят живота си като пряк резултат от политиката на А. Хитлер. Безследно изчезналите, тежко ранени и останали инвалиди доживот са няколко пъти повече. Нацията де факто физически е полуизтребена, а икономически и морално унищожена напълно.
Следвоенната разруха, глад, мизерия, преселението и жертвите от загубените земи ликвидират още една част от немската нация. Страната е напълно разрушена, оцелелите промишлени и много културни ценности са изнесени от победителите. Години наред немският народ, въпреки първоначалния си недоимък, изплаща милиарди марки репарации. На немска територия са настанени за десетилетия чужди окупационни войски. Окупираната страна за 55 г. е разкъсана на две конфронтиращи се германски държави – ГДР, доминирана от СССР, и ГФР, доминирана от запада, Австрия е отделена и окупирана за 10 години, в Саарланд до 1957 г. управляват французите, голяма част от Източна Прусия е анексирана от СССР, а Литва присъединява Мемелската област, Чехия си връща Судетите, Полша получава не само Гданск, но и цялата територия от предвоенната си граница до река Одер. Европа става второстепенен глобален играч, а САЩ и СССР фактически си поделят света. Комунизмът установява господството си от Адриатика и Берлин до Далечният изток. Германската нация е натоварена и с моралната отговорност за всички ужаси на войната.

## В популярната култура
- „Крахът на Третия райх“
- „Хитлер: Зората на злото“

#### Оригинални материали
- ((de)) Adolf Hitler: Mein Kampf. Eine Abrechnung. F. Eher Nachfolger, München.
- ((de)): Band 1: 1925; 2. Auflage 1926; 1932: Eine Abrechnung.
- ((de)): Band 2: 1927; 2. Auflage 1932: Die nationalsozialistische Bewegung.
- ((de)) Adolf Hitler: Der Weg zum Wiederaufstieg. Bruckmann, München 1927.
- ((de)) Institut für Zeitgeschichte (Hrsg.): Hitlers Zweites Buch. Ein Dokument aus dem Jahr 1928. Eingeleitet und kommentiert von Gerhard L. Weinberg, mit einem Geleitwort von Hans Rothfels. Deutsche Verlags-Anstalt, Stuttgart 1961.
- ((de)) Josef Becker, Ruth Becker (Hrsg.): Hitlers Machtergreifung. Dokumente vom Machtantritt Hitlers 30. Januar 1933 bis zur Besiegelung des Einparteienstaates 14. Juli 1933. dtv, Neuauflage 1996, ISBN 3-423-02938-2.
- ((de)) Robert Eikmeyer (Hrsg.): Adolf Hitler: Reden zur Kunst und Kulturpolitik. 1933 – 1939. Mit einer Einführung von Boris Groys. Revolver, Archiv für Aktuelle Kunst, Frankfurt am Main 2004, ISBN 3-86588-000-2.
- ((de)) Werner Jochmann (Hrsg.): Monologe im Führerhauptquartier 1941 – 1944. Aufgezeichnet von Heinrich Heim. (1980) Sonderauflage, München 2000, ISBN 3-572-01156-6.

#### Свидетелства
- ((de)) August Kubizek: Adolf Hitler – mein Jugendfreund. Stocker, Graz/Göttingen 1953; Neuauflage 2002, ISBN 3-7020-0971-X.
- ((de)) Rochus Misch: Der letzte Zeuge. „Ich war Hitlers Telefonist, Kurier und Leibwächter“. Mit einem Vorwort von Ralph Giordano. Pendo Verlag, München 2008, ISBN 3-86612-194-6.
- ((de)) Henry Picker: Hitlers Tischgespräche im Führerhauptquartier. Entstehung, Struktur, Folgen des Nationalsozialismus. (1951) Propyläen Verlag, 2003, ISBN 3-549-07185-X.
- ((de)) Henrik Eberle, Matthias Uhl (Hrsg.): Das Buch Hitler. Geheimdossier des NKWD für Josef W. Stalin, zusammengestellt aufgrund der Verhörprotokolle des Persönlichen Adjutanten Hitlers, Otto Günsche, und des Kammerdieners Heinz Linge, Moskau 1948/49. Lübbe, Bergisch Gladbach 2005, ISBN 3-7857-2226-5.

#### Биографии
- ((de)) Ian Kershaw: Hitler. 2 Bände. Deutsche Verlags-Anstalt, Stuttgart/München

Band 1: 1889 – 1936, 1998, ISBN 3-421-05131-3;
Band 2: 1936 – 1945, 2000, ISBN 3-421-05132-1.
Hitler: 1889 – 1945. (Gesamtausgabe) Pantheon Verlag, 2. Auflage, München 2009, ISBN 3-570-55094-X.
Hitler. Register-Band 1889 – 1945. Bearbeitet von Martin Zwilling, Deutsche Verlags-Anstalt, Stuttgart/München 2001, ISBN 3-421-05563-7.
- ((de)) Kurt Pätzold, Manfred Weißbecker: Adolf Hitler. Eine politische Biographie. Militzke, Leipzig 1995, ISBN 3-86189-066-6. Auf Datenträger der Directmedia Publishing Berlin 2007, ISBN 978-3-89853-307-2
- ((de)) Marlis Steinert: Hitler. C.H. Beck, München 1994, ISBN 3-406-37640-1.
- ((de)) John Toland: Adolf Hitler. Biographie 1889 – 1945 (englische Erstausgabe 1991). Weltbild, 2004, ISBN 3-8289-0540-4.
- ((de)) Sebastian Haffner: Anmerkungen zu Hitler. Kindler, München 1978, ISBN 3-463-00719-3; Fischer-Taschenbuch-Verlag, Frankfurt a.M. 1981, ISBN 3-596-23489-1.
- ((de)) Joachim Fest: Hitler. Eine Biographie. (1973) Spiegel-Verlag, Hamburg 2007, ISBN 978-3-87763-031-0.
- ((de)) Alan Bullock: Hitler. Eine Studie über Tyrannei. (1952) Droste, Düsseldorf 1989, ISBN 3-7700-0915-0.

#### Сутрешна закуска
- ((de)) Brigitte Hamann: Hitlers Wien: Lehrjahre eines Diktators. Piper Taschenbuch Verlag, 12. Auflage, München 1998, ISBN 3-492-22653-1.
- ((de)) Thomas Weber: Hitlers erster Krieg. Der Gefreite Hitler im Weltkrieg – Mythos und Wahrheit. Propyläen, Berlin 2011, ISBN 978-3-549-07405-3.
- ((de)) David Clay Large: Hitlers München. Aufstieg und Fall der Hauptstadt der Bewegung. C.H. Beck, München 2006, ISBN 978-3-406-44195-0.

#### Антисемитизъм
- ((de)) Ralf Georg Reuth: Hitlers Judenhass. Klischee und Wirklichkeit. Piper Verlag, München 2009, ISBN 3-492-05177-4.
- ((de)) Béla Grunberger, Pierre Dessuant: Der Antisemitismus Hitlers. In: Béla Grunberger, Pierre Dessuant: Narzißmus, Christentum, Antisemitismus. Eine psychoanalytische Untersuchung. Klett-Cotta, Stuttgart 2000, ISBN 3-608-91832-9, S. 409 – 480.

#### На път към властта
- ((de)) Hans-Günter Richardi: Hitler und seine Hintermänner. Neue Fakten zur Frühgeschichte der NSDAP. Süddeutscher Verlag, München 1991, ISBN 3-7991-6508-8.
- ((de)) Brigitte Hamann: Winifred Wagner oder Hitlers Bayreuth. Piper Verlag, München/Zürich 2002, ISBN 3-492-04300-3.
- ((de)) Ludolf Herbst: Hitlers Charisma: Die Erfindung eines deutschen Messias, S. Fischer Verlag, Frankfurt am Main 2010, ISBN 978-3-10-033186-1.
- ((de)) Henry Ashby Turner: Hitlers Weg zur Macht. Der Januar 1933. Luchterhand, München 1997, ISBN 3-630-87988-8; Ullstein, Berlin 1999, ISBN 3-548-26547-2.
- ((de)) Gotthard Jasper: Die gescheiterte Zähmung. Wege zur Machtergreifung Hitlers 1930 – 1934. Frankfurt am Main 1986, ISBN 3-518-11270-8.

#### Диктатура 1933/1939
- ((de)) Michael Rißmann: Hitlers Gott. Vorsehungsglaube und Sendungsbewußtsein des deutschen Diktators. Pendo, Zürich/München 2001, ISBN 3-85842-421-8.
- ((en)) Rummel, R.J. Democide: Nazi Genocide And Mass Murder //  hawaii.edu.   hawaii.edu, 2002. Посетен на 2 септември 2014.
- ((de)) Georges van Vrekhem: Hitler and his God – The Background to the Hitler Phenomenon. Rupa & Co., New Delhi 2006, ISBN 81-291-0953-0 (englisch).
- ((de)) Gerd R. Ueberschär, Winfried Vogel: Dienen und Verdienen. Hitlers Geschenke an seine Eliten. S. Fischer Verlag, Frankfurt am Main 1999, ISBN 3-10-086002-0.

#### Втора световна война
- ((de)) Hermann Graml: Hitler und England. Ein Essay zur nationalsozialistischen Außenpolitik 1920 bis 1940. Oldenbourg Wissenschaftsverlag, München 2009, ISBN 978-3-486-59145-3.
- ((de)) Götz Aly: Hitlers Volksstaat. Raub, Rassenkrieg und nationaler Sozialismus. (2005) Fischer-Taschenbuch-Verlag, durchgesehene und erweiterte Ausgabe, Frankfurt am Main 2006, ISBN 978-3-596-15863-8.
- ((de)) Ian Kershaw: Wendepunkte. Schlüsselentscheidungen im Zweiten Weltkrieg. DVA, München 2008, ISBN 978-3-421-05806-5.
- ((de)) Ian Kershaw: Das Ende. Kampf bis in den Untergang. NS-Deutschland 1944/45. DVA, München 2011, ISBN 978-3-421-05807-2.
- ((de)) Robert Solomon Wistrich: Hitler und der Holocaust. BVT, Berlin 2003, ISBN 978-3-8333-0290-9.

### Психологически анализ на Хитлер
- ((en)) Walter Langer: The Mind of Adolf Hitler: The Secret Wartime Report. Basic Books, 1972, ISBN 0-465-04620-7.
- Ерих Фром: Анатомия на човешката деструктивност. Изд. Захарий Стоянов, 2003, ISBN 954-739-312-X.

#### Хитлерови рецепти
- ((de)) Henrik Eberle (Hrsg.): Briefe an Hitler. Ein Volk schreibt seinem Führer. Unbekannte Dokumente aus Moskauer Archiven zum ersten Mal veröffentlicht. Verlagsgruppe Lübbe, Bergisch Gladbach 2007, ISBN 978-3-7857-2310-4.
- ((de)) Ian Kershaw: Der Hitler-Mythos: Führerkult und Volksmeinung. dtv, München 2002, ISBN 978-3-423-30834-2.
- ((de)) Jürgen W. Falter: Hitlers Wähler. München 1991, ISBN 3-406-35232-4.
- ((de)) Robert Gellately: Backing Hitler. Consent and Coercion in Nazi Germany. Oxford University Press, Oxford/New York 2001, ISBN 0-19-820560-0.
- ((de)) Christian Graf von Krockow: Hitler und seine Deutschen. List, München 2001, ISBN 3-471-79415-8.
- ((de)) Thomas Koebner (Hrsg.): „Bruder Hitler“. (Thomas Mann). Autoren des Exils und des Widerstands sehen den „Führer“ des Dritten Reiches. Heyne, München 1989, ISBN 3-453-03385-X.
- ((de)) Philipp W. Fabry: Mutmaßungen über Hitler. Urteile von Zeitgenossen. (1969) Athenäum-Verlag, Königstein 1979, ISBN 3-7610-7227-9.
- ((de)) Günter Scholdt: Autoren über Hitler: deutschsprachige Schriftsteller 1919 – 1945 und ihr Bild vom „Führer“. Bouvier, Bonn 1993, ISBN 3-416-02451-6.
- ((de)) Hans-Ulrich Thamer, Simone Erpel (Hrsg.): Hitler und die Deutschen. Volksgemeinschaft und Verbrechen. Sandstein, Dresden 2010, ISBN 978-3-942422-10-9.